# James Madison
James Madison (Port Conway, 16 de março de 1751– Montpelier, 28 de junho de 1836) foi um estadista, diplomata e pai fundador dos Estados Unidos. Ele ocupou o cargo de presidente dos EUA de 1809 a 1817. Madison é aclamado como o “Pai da Constituição” pelo seu papel fundamental na elaboração e promoção da Constituição dos Estados Unidos e da Declaração de Direitos dos EUA.
Madison nasceu em uma proeminente família de proprietários de escravizados na Virgínia. Ele foi membro da Câmara dos Delegados da Virgínia e do Congresso Continental, durante e após a Guerra de Independência Americana. Insatisfeito com o frágil governo nacional estabelecido pelos Artigos da Confederação, ajudou a organizar a Convenção Constitucional, que elaborou uma nova constituição destinada a fortalecer o governo republicano contra assembleias populares. O Plano da Virgínia, elaborado por Madison, foi a base para as deliberações da convenção, na qual Madison era uma voz influente. Ele tornou-se um dos líderes do movimento para ratificar a Constituição e juntou-se a Alexander Hamilton e John Jay na escrita de The Federalist Papers, uma série de ensaios pró-ratificação que se destaca até os dias de hoje entre os trabalhos de ciência política da história americana. Madison emergiu como um importante líder na Câmara dos Representantes e foi um conselheiro próximo do presidente George Washington.
Durante o início da década de 1790, Madison se opôs ao programa econômico e à centralização de poder que o acompanhava, promovidos pelo secretário do Tesouro, Hamilton. Ao lado de Thomas Jefferson, ele organizou o Partido Democrata-Republicano em oposição ao Partido Federalista de Hamilton. Depois que Jefferson foi eleito presidente em 1800, Madison ocupou o cargo Secretário de Estado de 1801 a 1809 e apoiou o presidente no caso Marbury v. Madison. Enquanto era Secretário, Jefferson realizou a Compra da Louisiana; e, mais tarde, como presidente, Madison supervisionou disputas relacionadas aos territórios do Noroeste.
Madison foi eleito presidente em 1808. Motivado pelo desejo de adquirir terras pertencentes à Grã-Bretanha, à Espanha e aos nativos americanos, e depois que protestos diplomáticos acompanhados de um embargo comercial não conseguiram acabar com as apreensões britânicas de mercadorias americanas comercializadas, ele liderou os Estados Unidos na Guerra de 1812. Embora tenha terminado de forma inconclusiva, muitos americanos a consideraram como uma bem-sucedida "segunda guerra de independência" contra a Grã-Bretanha. Madison foi reeleito em 1812, embora por margem menor. A guerra o convenceu da necessidade de um governo federal mais forte. Presidiu à criação do Segundo Banco dos Estados Unidos e à promulgação da Tarifa Dallas em 1816. Por tratado ou por meio de guerra, as tribos nativas americanas cederam 26 milhões de acres (11 milhões de hectares) de terras para os Estados Unidos durante a presidência de Madison.
Aposentando-se de cargos públicos ao final de sua presidência em 1817, Madison retornou para seu latifúndio, Montpelier, e morreu lá em 1836. Durante sua vida, foi proprietário de escravizados e libertou um deles em 1783, para evitar uma rebelião em sua propriedade. Ele não libertou nenhum escravizado em seu testamento. Entre os historiadores, Madison é considerado um dos mais importantes fundadores dos Estados Unidos. Os principais historiadores geralmente o classificam como um presidente acima da média, embora critiquem seu endosso à escravidão e sua liderança durante a Guerra de 1812. O nome de Madison é celebrado em muitos monumentos em todo o país, tanto públicos quanto privados, com exemplos de destaque incluindo o Madison Square Garden, a Universidade James Madison, o James Madison Memorial Building e o USS James Madison.

## Infância e educação
James Madison Jr. nasceu em 16 de março de 1751 (5 de março de 1750, estilo antigo), na propriedade Belle Grove, perto de Port Conway, na Colônia da Virgínia, filho de James Madison Sr. Sua família morava na Virgínia desde meados do século XVII. Seu avô materno, Francis Conway, era um importante agricultor e comerciante de tabaco. Seu pai, também um agricultor de tabaco, cresceu em uma plantação, então chamada de Mount Pleasant, que herdou ao atingir a idade adulta. Com cerca de 100 escravos e 5 000 acres (2 000 ha) de plantação, o pai de Madison estava entre os maiores proprietários de terras na região do Piemonte, na Virgínia.
No início da década de 1760, a família Madison mudou-se para uma casa recém-construída, que chamaram de Montpelier. James Madison era o mais velho de doze filhos, com sete irmãos e quatro irmãs, embora apenas seis tenham vivido até a idade adulta. Dos sobreviventes, três irmãos (Francis, Ambrose e William) e três irmãs (Nelly, Sarah e Frances), foi Ambrose que eventualmente ajudaria seu pai e seu irmão mais velho a administrar Montpelier, até sua morte em 1793. Primo de segundo grau de Madison, o presidente Zachary Taylor era descendente de William Brewster, um líder peregrino da Colônia de Plymouth, imigrante do Mayflower e signatário do Pacto do Mayflower; e de Isaac Allerton Jr., um comerciante colonial, coronel e filho de Isaac Allerton e Fear Brewster, peregrinos do Mayflower.

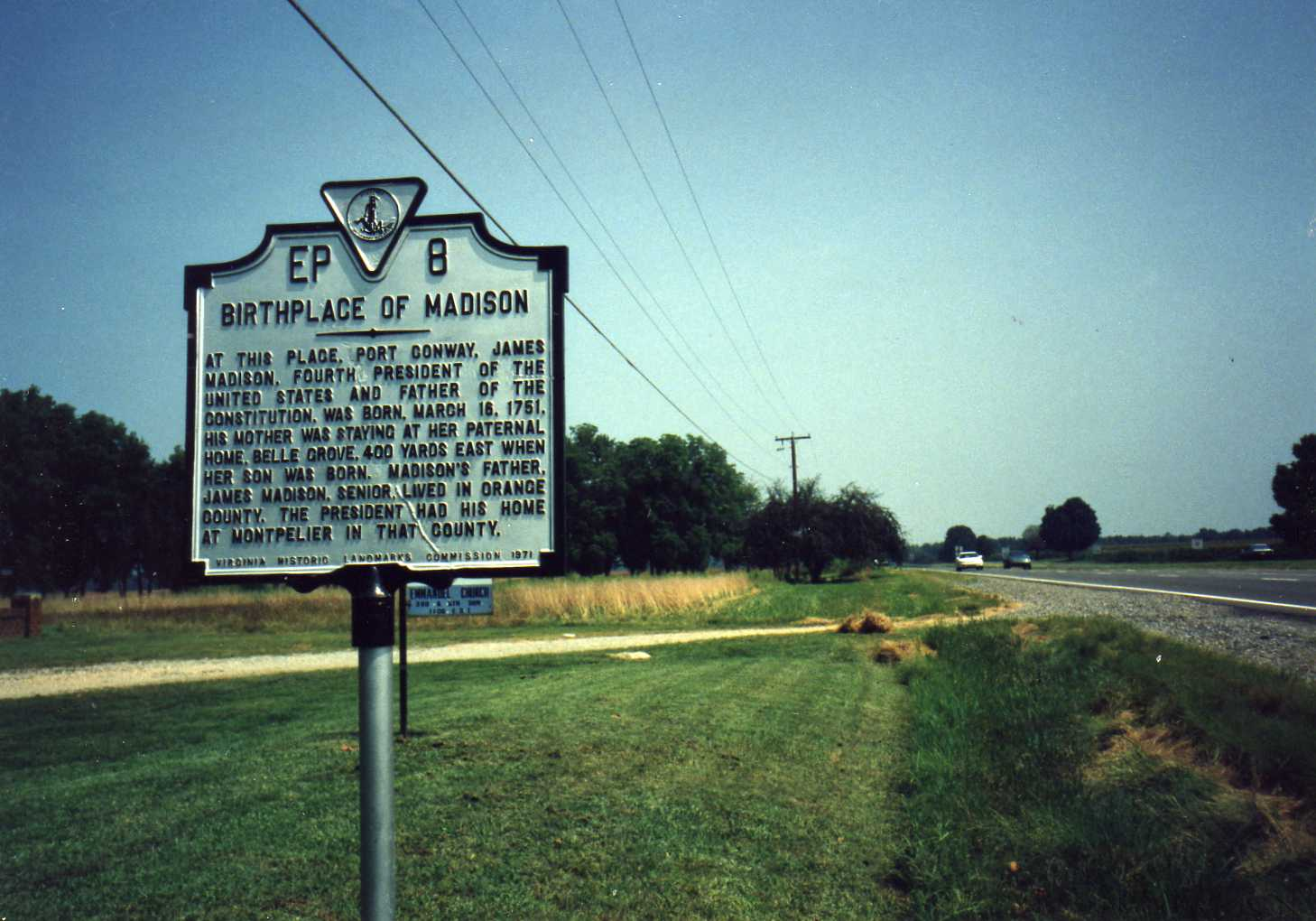
Marco histórico da Virgínia para o local de nascimento do presidente James Madison em Port Conway, Virgínia

Dos 11 aos 16 anos, Madison estudou com Donald Robertson, um instrutor escocês que fora tutor para várias famílias de fazendeiros proeminentes no Sul. Ele estudou matemática, geografia e línguas modernas e clássicas, tornando-se excepcionalmente proficiente em latim. Aos 16 anos, voltou para Montpelier, onde estudou com o reverendo Thomas Martin com o intuito de preparar-se para a faculdade. Ao contrário da maioria dos virginianos que iam à universidade na sua época, Madison não frequentou o College of William and Mary, onde o clima das terras baixas de Williamsburg – considerado mais propenso a abrigar doenças infecciosas – pode tê-lo preocupado em relação à sua saúde. Em vez disso, em 1769, ele matriculou-se no College of New Jersey (mais tarde renomeado como Universidade de Princeton).

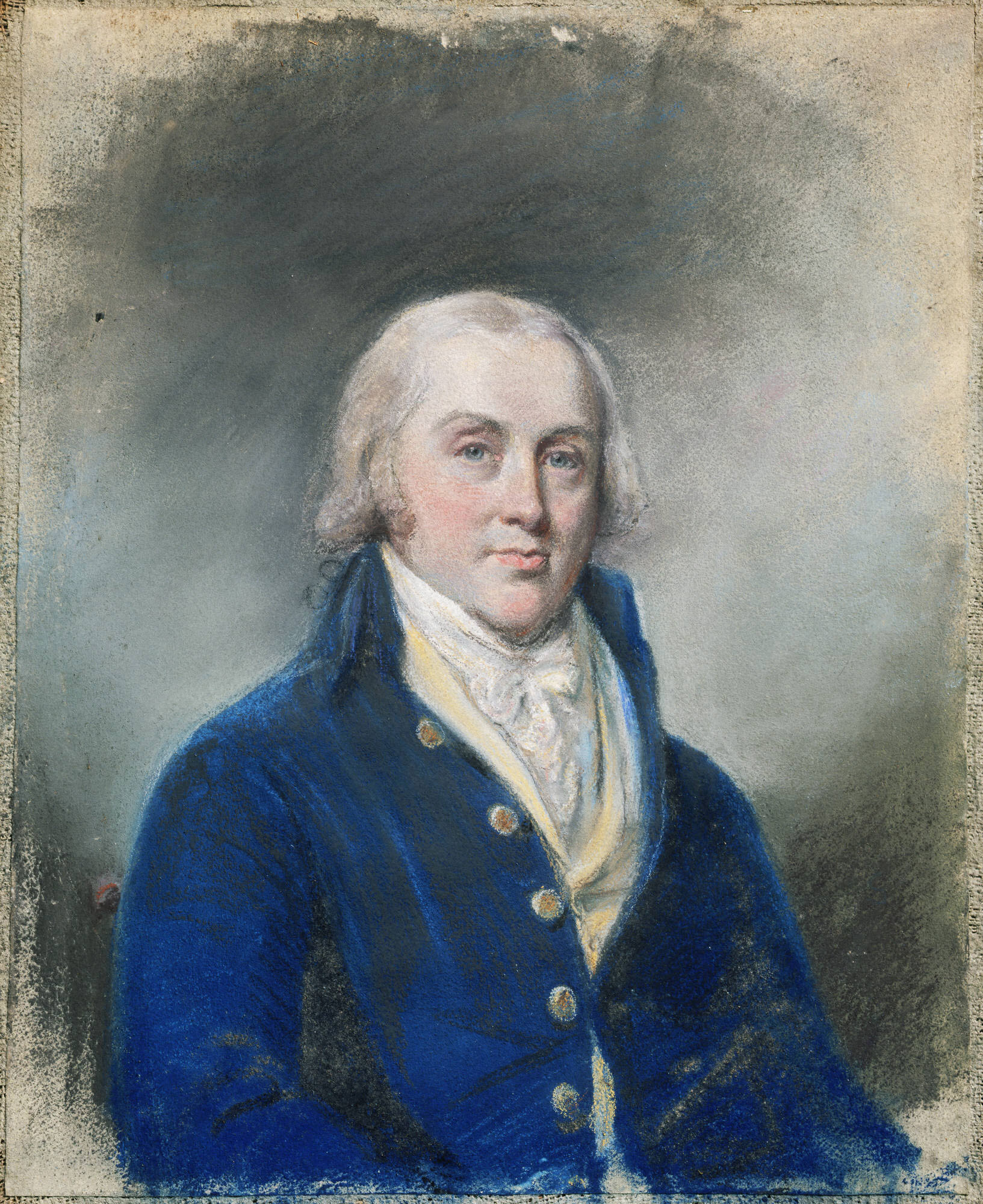
Madison quando estudante em Princeton, retrato de James Sharples

Seus estudos universitários incluíram latim, grego, teologia e obras do Iluminismo. Enfatizava-se tanto o discurso quanto o debate; Madison era um membro importante da American Whig-Cliosophic Society, que competia no campus com sua contraparte política, a Cliosophic Society. Durante seu tempo em Princeton, seu amigo mais próximo foi o futuro procurador-geral William Bradford. Junto com seu colega de classe Aaron Burr, Madison empreendeu um intenso programa de estudos e completou em dois anos o bacharelado que normalmente duraria três, graduando-se em 1771. Ele considerou entrar no clero ou exercer a advocacia, mas, em vez disso, decidiu permanecer em Princeton para estudar hebraico e filosofia política com o presidente da faculdade, John Witherspoon. Voltou para casa em Montpelier no início de 1772.
As ideias de Madison sobre filosofia e moralidade foram fortemente moldadas por Witherspoon, que o converteu à filosofia, aos valores e aos modos de pensar do iluminismo. O biógrafo Terence Ball escreveu que, em Princeton, Madison "estava imerso no liberalismo do iluminismo e convertido ao radicalismo político do século XVIII. A partir de então, as teorias de James Madison defenderiam os direitos à felicidade do homem, e seus esforços mais ativos serviriam devotadamente à causa da liberdade civil e política."
Depois de retornar a Montpelier, sem carreira escolhida, Madison foi tutor de seus irmãos mais novos. Madison começou a estudar direito, por meio de livros, em 1773, pedindo a seu amigo Bradford, um aprendiz de direito, que lhe enviasse um plano de estudos por escrito. Ele adquiriu um entendimento das publicações jurídicas em 1783. Madison se via como estudante de direito, mas não como advogado; ele não se tornou aprendiz e nunca adquiriu licença para advogar. Após a Guerra Revolucionária, ele passou um tempo em Montpelier, na Virgínia, estudando as antigas democracias do mundo em preparação para a Convenção Constitucional. Madison sofria de episódios de exaustão mental e de doenças associadas ao nervosismo, que muitas vezes causavam incapacidade temporária de curto prazo após períodos de estresse. No entanto, ele gozou de boa saúde física até seus últimos anos.

## Revolução Americana e Artigos da Confederação
Durante as décadas de 1760 e 1770, os colonos americanos protestaram contra o endurecimento das leis fiscais, monetárias e militares britânicas impostas a eles pelo Parlamento Britânico. Em 1765, o Parlamento aprovou a Lei do Selo, que causou forte oposição dos colonos e deu início a um conflito que culminaria na Revolução Americana. A Guerra Revolucionária Americana eclodiu em 19 de abril de 1775 e foi encerrada pelo Tratado de Paris assinado em 3 de setembro de 1783. Os colonos formaram três facções proeminentes: Lealistas, que continuaram a apoiar o rei Jorge III do Reino Unido; uma facção neutra significativa, sem compromissos firmes com os lealistas ou com os patriotas; e os Patriotas, aos quais Madison se juntou, sob a liderança do Congresso Continental. Madison acreditava que o Parlamento havia ultrapassado seus limites ao tentar tributar as colônias americanas e simpatizava com aqueles que resistiam ao domínio britânico. Historicamente, o debate sobre a consagração de bispos estava em andamento, e uma eventual legislação fora aprovada no Parlamento britânico (posteriormente chamada de Lei de Consagração de Bispos no Exterior de 1786) para permitir que bispos fossem consagrados em uma igreja americana, fora da fidelidade à Coroa Britânica. Tanto nos Estados Unidos como no Canadá, as novas igrejas anglicanas começaram a incorporar formas mais ativas de política na sua própria administração, na tomada de decisões coletivas e no financiamento autossustentado; essas medidas seriam consistentes com a separação das esferas religiosas e seculares. Madison acreditava que essas medidas eram insuficientes e era também a favor de separar a Igreja Anglicana do Estado na Virgínia; ele acreditava que a tolerância a uma religião estabelecida era prejudicial não apenas por prejudicar à liberdade religiosa, mas também por encorajar a submissão excessiva a qualquer autoridade que pudesse ser reivindicada por uma igreja já estabelecida.

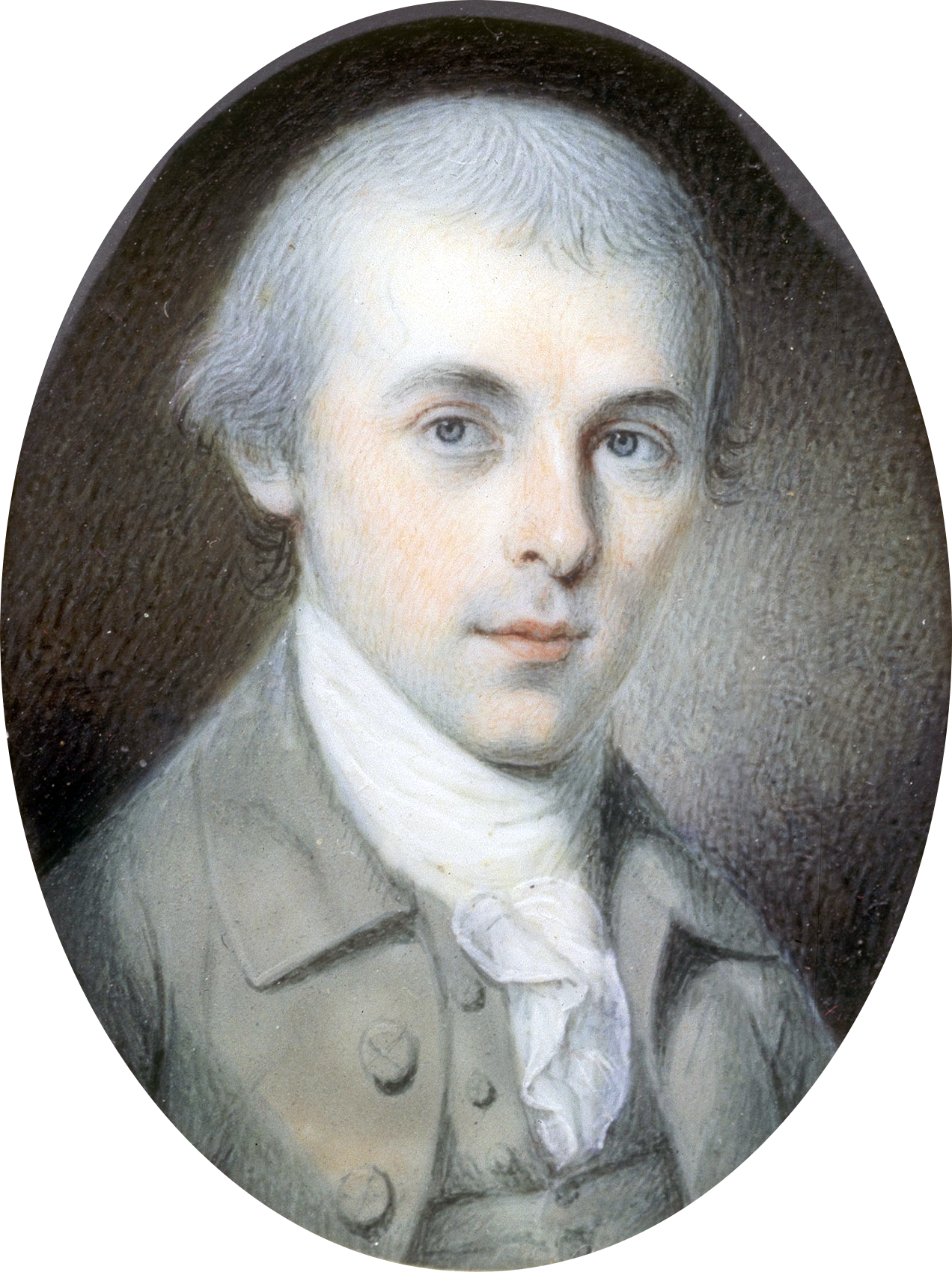
O retrato de Madison como delegado do Congresso aos 32 anos, quando já era reconhecido como um contribuidor da política e do governo. Retrato de Charles Willson Peale

Depois de retornar a Montpelier em 1774, Madison assumiu uma posição no Comitê de Segurança da região, um grupo pró-revolução que supervisionava a milícia Patriota local. Em outubro de 1775, ele foi comissionado como coronel da milícia do Condado de Orange, servindo como segundo em comando de seu pai até ser eleito delegado para a Quinta Convenção da Virgínia, que foi encarregada de produzir a primeira constituição do estado. Embora nunca tenha lutado na Guerra Revolucionária, Madison ganhou destaque na política da Virgínia como líder em tempos de guerra. Na convenção constitucional do estado, ele convenceu os delegados a alterar a Declaração de Direitos da Virgínia, originalmente redigida em 20 de maio de 1776, para prever "direitos iguais", em vez de mera "tolerância", no exercício da religião. Com a promulgação da constituição estadual, Madison tornou-se parte da Câmara dos Delegados da Virgínia e foi posteriormente eleito para o Conselho de Estado do governador da Virgínia, onde veio a ser um aliado próximo do governador Thomas Jefferson. Em 4 de julho de 1776, a Declaração de Independência dos Estados Unidos foi formalmente divulgada, declarando os 13 estados americanos uma nação independente.
Madison participou dos debates relativos aos Artigos da Confederação em novembro de 1777; embora sua assinatura não fosse necessária para a adoção do documento, ele contribuiu para a discussão a redação dos artigos que diziam respeito à liberdade religiosa. Ele havia proposto que o artigo sobre tolerância religiosa fosse mais liberal, mas a Convenção mais ampla da Virgínia retirou da constituição sua proposta que utilizava uma linguagem mais radical de "livre expressão" da fé, em favor da menção menos controversa de destacar a "tolerância" quanto a religião. Outras alterações da comissão e da Convenção como um todo incluíram o acréscimo de uma seção sobre o direito a um governo uniforme. Madison participou novamente no Conselho de Estado, de 1777 a 1779, quando foi eleito para o Segundo Congresso Continental, o órgão governante dos Estados Unidos.
Durante o mandato de Madison no Congresso, de 1780 a 1783, os EUA enfrentaram uma difícil guerra contra a Grã-Bretanha, bem como uma inflação desenfreada, problemas financeiros e falta de cooperação entre os diferentes níveis de governo. De acordo com o historiador JCA Stagg, Madison esforçou-se para ser um especialista em questões financeiras, tornando-se um produtivo trabalhador legislativo e um mestre na construção de coligações parlamentares. Frustrado pelo fracasso dos estados em fornecer as requisições necessárias, ele propôs alterar os Artigos da Confederação para conceder ao Congresso o poder de aumentar de forma independente as receitas por meio de tarifas sobre as importações. Embora o general George Washington, o congressista Alexander Hamilton e outros líderes também tenham favorecido a emenda tarifária, ela foi derrotada pois não obteve a ratificação de todos os treze estados. Enquanto membro do Congresso, Madison foi um fervoroso defensor de uma estreita aliança entre os Estados Unidos e a França. Como defensor da expansão para o oeste, ele insistiu que a nova nação deveria garantir o seu direito à navegação no rio Mississippi e o controle de todas as terras a leste dele no Tratado de Paris, que pôs fim à Guerra Revolucionária. Após seu mandato no Congresso, Madison venceu a eleição para a Câmara dos Delegados da Virgínia em 1784.

## Ratificação da Constituição
Como membro da Câmara dos Delegados da Virgínia, Madison continuou a defender a liberdade religiosa e, junto com Jefferson, elaborou o Estatuto da Virgínia para a Liberdade Religiosa. Essa emenda, que garantia o direito e separava a Igreja da Inglaterra do Estado, foi aprovada em 1786. Também tornou-se um especulador de terras, comprando terras ao longo do rio Mohawk em parceria com outro protegido de Jefferson, James Monroe. Ao longo da década de 1780, Madison ficou cada vez mais preocupado com a desunião dos estados e a fraqueza do governo central após o fim da Guerra Revolucionária. Ele acreditava que a democracia direta causava decadência social e que um governo republicano seria eficaz contra o partidarismo e o sectarismo. Ele ficou particularmente preocupado com as leis que legalizavam o papel-moeda e negavam imunidade diplomática a embaixadores de outros países. Madison também estava preocupado com a falta de capacidade do Congresso de elaborar uma política externa competente, proteger o comércio americano e promover a colonização das terras entre os Montes Apalaches e o rio Mississippi. Como escreveu: "chegou uma crise que decidiria se a experiência americana seria uma bênção para o mundo ou destruiria para sempre as esperanças que a causa republicana havia inspirado". Ele dedicou-se a um intenso estudo de direito e de teoria política e foi influenciado pelos textos iluministas enviados por Jefferson da França. Procurou, especialmente, trabalhos sobre direito internacional e as constituições de "confederações antigas e modernas", como a República Holandesa, a Confederação Suíça e a Liga Aqueia. Ele passou a acreditar que os Estados Unidos poderiam desempenhar melhor que as experiências republicanas anteriores devido ao seu tamanho, que combinava geograficamente 13 colônias; com tantos interesses distintos competindo entre si, Madison esperava minimizar os abusos do governo da maioria. Além disso, os direitos de navegação nas principais rotas comerciais acessadas pelo rio Mississippi o preocupavam bastante. Ele se opôs à proposta de John Jay de que os Estados Unidos cedessem as reivindicações sobre o rio por 25 anos e, de acordo com o historiador Ralph Ketcham, o seu desejo de lutar contra a proposta foi uma grande motivação para retornar ao Congresso em 1787.

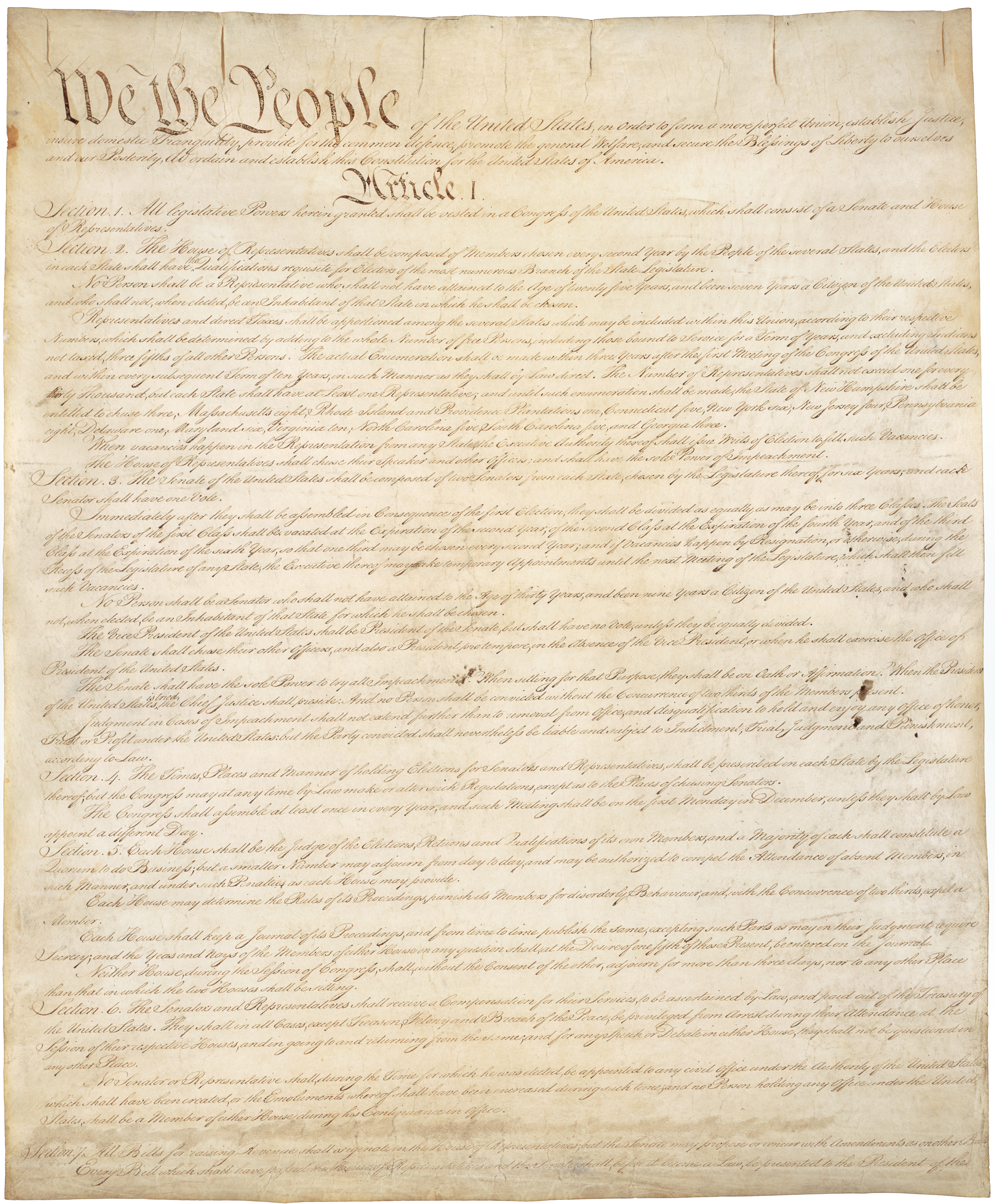
Primeira página da cópia original manuscrita da Constituição dos EUA

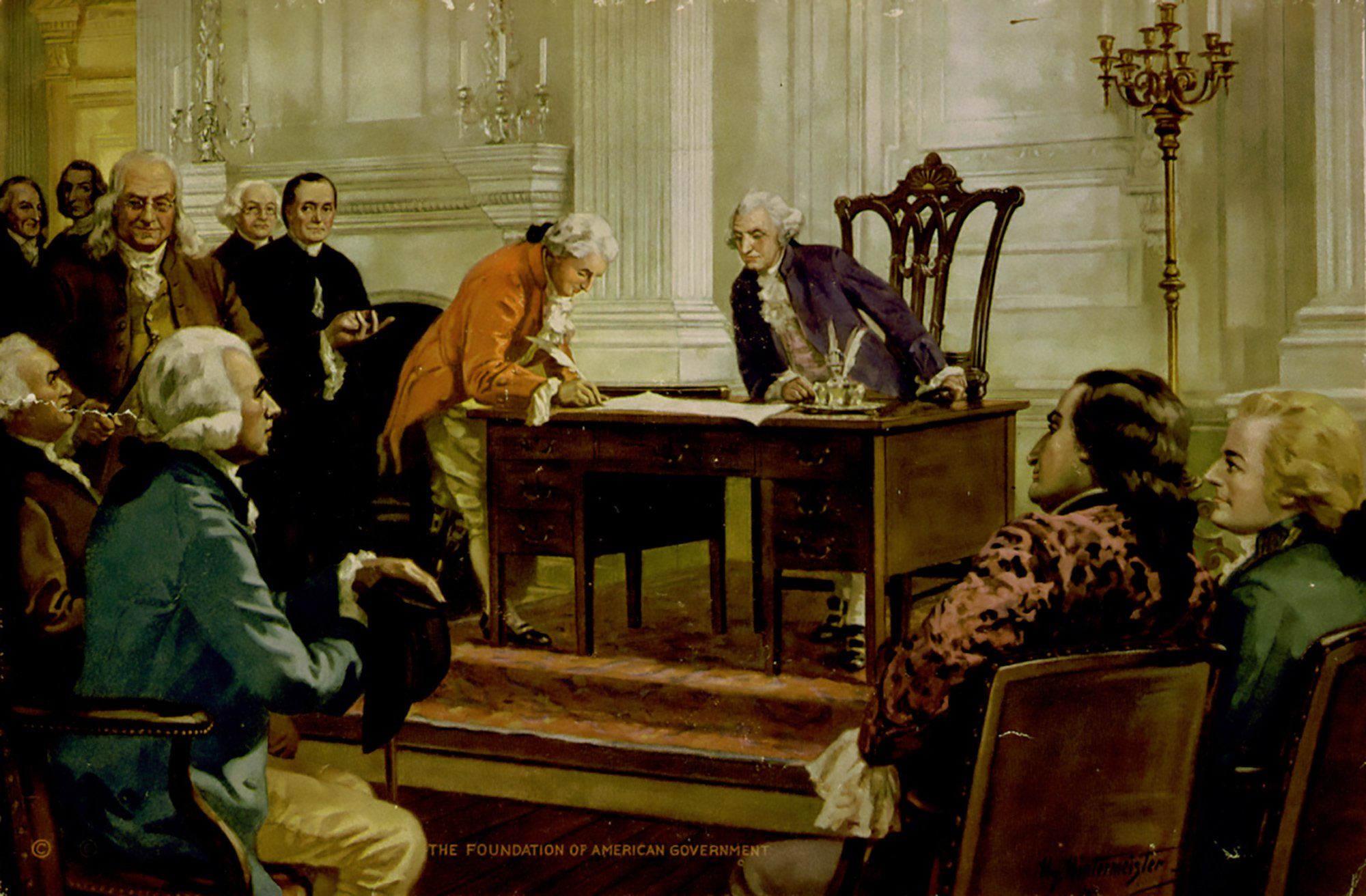
George Washington testemunha Gouverneur Morris assinar a Constituição enquanto Madison se senta à frente de Benjamin Franklin e ao lado de Robert Morris na pintura de John Henry Hintermeister de 1925, Fundação do Governo Americano

Antes dos debates de ratificação da Constituição em 1787, Madison trabalhou com outros membros da delegação da Virgínia, especialmente Edmund Randolph e George Mason, para criar e apresentar o Plano da Virgínia, um esboço para uma nova constituição federal. Previa três poderes de governo (legislativo, executivo e judiciário), um Congresso bicameral (composto pelo Senado e pela Câmara dos Representantes ) proporcional à população e um Conselho de Revisão federal que teria o direito de vetar leis aprovadas pelo Congresso. O Plano da Virgínia não estabelecia explicitamente a estrutura do poder executivo, mas o próprio Madison favorecia um executivo único e forte. Muitos delegados ficaram surpresos ao saber que o plano previa a revogação dos Artigos e a criação de uma nova constituição, a ser ratificada por convenções especiais em cada estado, e não pelas legislaturas estaduais. Com o consentimento de participantes importantes como os de Washington e Benjamin Franklin, os delegados concordaram, em uma sessão secreta, que a revogação dos Artigos e a criação de uma nova constituição era uma opção plausível e começaram a programar o processo de debate da ratificação constitucional nos estados individuais. Como um compromisso entre estados pequenos e grandes, os estados grandes obtiveram uma Câmara proporcional, enquanto os pequenos obtiveram representação igual no Senado.
Depois que a Convenção de Filadélfia terminou em setembro de 1787, Madison convenceu seus colegas congressistas a permanecerem neutros no debate de ratificação e a permitirem que cada estado votasse a Constituição. Aqueles que apoiaram a Constituição foram chamados de Federalistas, incluindo Madison. Em todos os Estados Unidos, os oponentes da Constituição, conhecidos como "antifederalistas", iniciaram uma campanha pública contra a ratificação. Em resposta, a partir de outubro de 1787, Hamilton e John Jay, ambos federalistas, começaram a publicar uma série de artigos jornalísticos pró-ratificação em Nova York. Depois que Jay abandonou o projeto, Hamilton abordou Madison, que estava em Nova York a negócios do Congresso, para escrever alguns dos ensaios. Os ensaios foram publicados sob o pseudônimo de Publius. O trio produziu 85 ensaios conhecidos como The Federalist Papers. Os 85 ensaios foram divididos em duas partes, 36 cartas eram contra os Artigos da Confederação e 49 cartas eram a favor da nova Constituição. Os artigos também foram publicados em forma de livro e utilizados pelos defensores da Constituição nas convenções de ratificação. O Federalista nº.10, a primeira contribuição de Madison para os ensaios, tornou-se altamente relevante no século XX por sua defesa da democracia representativa. Nele, o autor descreve os perigos representados pelas facções maioritárias e argumenta que suas consequências podem ser limitadas por meio da formação de uma grande república. Ele teoriza que, nas grandes repúblicas, as numerosas facções que surgirem limitarão as influências umas às outras, porque nenhuma facção poderá tornar-se majoritária. No Federalista nº.51, ele prossegue explicando como a separação de poderes entre três ramos do governo federal, assim como a separação entre os governos estaduais e o federal, estabelece um sistema de freios e contrapesos que garante que nenhuma instituição se torne poderosa demais.
Quando a convenção de ratificação da Virgínia começou, Madison concentrou os seus esforços em obter o apoio do número relativamente pequeno de delegados indecisos. Sua longa correspondência com Randolph teve frutos na convenção, quando este anunciou que apoiaria a ratificação incondicional da Constituição, com emendas a serem propostas posteriormente. Embora o ex-governador da Virgínia, Patrick Henry, tenha feito vários discursos persuasivos argumentando contra a ratificação, a experiência de Madison no assunto, que ele há muito tempo defendia, permitiu-lhe responder com argumentos racionais aos apelos antifederalistas de Henry. Madison também foi um defensor dos direitos de veto federais e, de acordo com o historiador Ron Chernow, "implorou na Convenção Constitucional que fosse concedido ao governo o poder de veto sobre as leis estaduais". Em seu discurso final à convenção de ratificação, ele clamou a seus colegas delegados que ratificassem a Constituição como havia sido escrita, argumentando que o não cumprimento disso levaria ao colapso de todo o esforço de ratificação, já que cada estado buscaria alterações a seu favor. Em 25 de junho de 1788, a convenção votou 89 – 79 a favor da ratificação. A votação ocorreu uma semana depois de Nova Hampshire tornar-se o nono estado a ratificá-la, garantindo assim a adoção da Constituição e, com isso, uma nova forma de governo. No próximo mês de janeiro, Washington foi eleito o primeiro presidente do país.

## Congressista e líder do partido (1789–1801)

### Eleição para o Congresso
Depois que a Virgínia ratificou a constituição, Madison retornou a Nova York e retomou suas funções no Congresso da Confederação. Depois da derrota de sua candidatura ao Senado, e preocupado tanto com sua carreira política quanto com a possibilidade de Patrick Henry e seus aliados organizarem uma segunda convenção constitucional, Madison concorreu à Câmara dos Representantes. Henry e os antifederalistas estavam em controle da Assembleia Geral no outono de 1788. A pedido de Henry, a legislatura da Virgínia planejou negar uma cadeira a Madison e criou distritos congressionais. Henry e seus apoiadores garantiram que o Orange County estivesse em um distrito fortemente povoado por antifederalistas, cerca de três para um, para se opor a Madison. Esta prática é chamada de gerrymandering. Henry também recrutou James Monroe, um forte desafiante. Preso em uma disputa difícil contra Monroe, Madison prometeu apoiar uma série de emendas constitucionais para proteger as liberdades individuais. Em uma carta aberta, Madison escreveu que, embora se opusesse à exigência de alterações na Constituição antes da ratificação, ele agora acreditava que "as alterações, se realizadas com moderação adequada e de maneira adequada... podem servir ao duplo propósito de satisfazer as mentes de oponentes bem-intencionados e de fornecer guardas adicionais em favor da liberdade." A promessa de Madison valeu a pena, pois na eleição do 5.º distrito da Virgínia, ele foi eleito para um assento no Congresso com 57% dos votos.
Madison tornou-se um conselheiro-chave de Washington, que valorizava sua compreensão sobre a Constituição. Madison ajudou o presidente-eleito a escrever seu primeiro discurso de posse e também preparou a resposta oficial da Câmara ao discurso de Washington. Ele desempenhou um papel significativo no estabelecimento e na contratação de pessoal para os três departamentos do Gabinete, e sua influência ajudou Thomas Jefferson a tornar-se o primeiro Secretário de Estado. No início do primeiro Congresso, ele apresentou um projeto de lei tarifária semelhante ao que havia defendido nos termos dos Artigos da Confederação, e o Congresso estabeleceu uma tarifa federal sobre as importações ao promulgar a Tarifa de 1789. No ano seguinte, o Secretário do Tesouro, Hamilton, introduziu um ambicioso programa econômico que exigia que o governo federal assumisse dívidas estaduais e o financiamento dessas dívidas, utilizando da emissão de títulos federais. O plano de Hamilton favorecia os especuladores do Norte e era desvantajoso para estados que, como a Virgínia, já haviam pago a maior parte de suas dívidas; Madison posicionou-se como um dos principais oponentes do plano no Congresso. Após um impasse legislativo prolongado, Madison, Jefferson e Hamilton concordaram com o Compromisso de 1790, que previa a promulgação do plano de assunção de Hamilton, como parte da Lei de Financiamento de 1790. Em troca, o Congresso aprovou a Lei de Residência, que estabeleceu o distrito da capital federal de Washington, D.C., às margens do Rio Potomac.

### Declaração de Direitos
Durante o primeiro Congresso, Madison assumiu a liderança na defesa de diversas emendas constitucionais à Declaração de Direitos. Os seus principais objetivos eram cumprir sua promessa de campanha de 1789 e evitar a convocação de uma segunda convenção constitucional; ele também esperava salvaguardar os direitos e liberdades do povo contra ações amplas do Congresso e dos estados individuais. Ele acreditava que a enumeração de direitos específicos fixaria esses direitos na mente do público e encorajaria os juízes a protegê-los. Depois de estudar mais de duzentas emendas que foram propostas nas convenções estaduais de ratificação, Madison apresentou a Declaração de Direitos em 8 de junho de 1789. As suas alterações continham inúmeras restrições ao governo federal e protegeriam, entre outras coisas, a liberdade de religião, a liberdade de expressão e o direito de reunião pacífica. Embora a maioria das alterações propostas tenham sido extraídas das convenções de ratificação, Madison foi, em grande parte, responsável pelas propostas para garantir a liberdade de imprensa, proteger a propriedade da apreensão governamental e garantir julgamentos com júri. Ele também propôs uma emenda para evitar que os estados restringissem "direitos iguais de consciência, ou liberdade de imprensa, ou o julgamento por júri em casos criminais".
A Declaração de Direitos de Madison enfrentou pouca oposição; ele cooptou em grande parte o objetivo antifederalista de alterar a Constituição, mas evitou propor emendas que alienassem os defensores da carta. Suas emendas foram adotadas em sua maioria pela Câmara dos Representantes conforme proposto, mas o Senado fez várias alterações. A proposta de Madison de aplicar partes da Declaração de Direitos aos estados foi eliminada, assim como a sua mudança no preâmbulo da Constituição, que ele pensou que seria melhorada com a inclusão de um parágrafo preliminar, indicando que o povo confere poder ao governo. Ele ficou desapontado porque a Declaração de Direitos não incluiu proteções contra ações dos governos estaduais, mas a aprovação do documento apaziguou alguns críticos da constituição original e reforçou seu apoio na Virgínia. Dez emendas foram finalmente ratificadas em 15 de dezembro de 1791, tornando-se conhecidas em sua forma final como a Declaração de Direitos.

### Fundação do Partido Democrata-Republicano

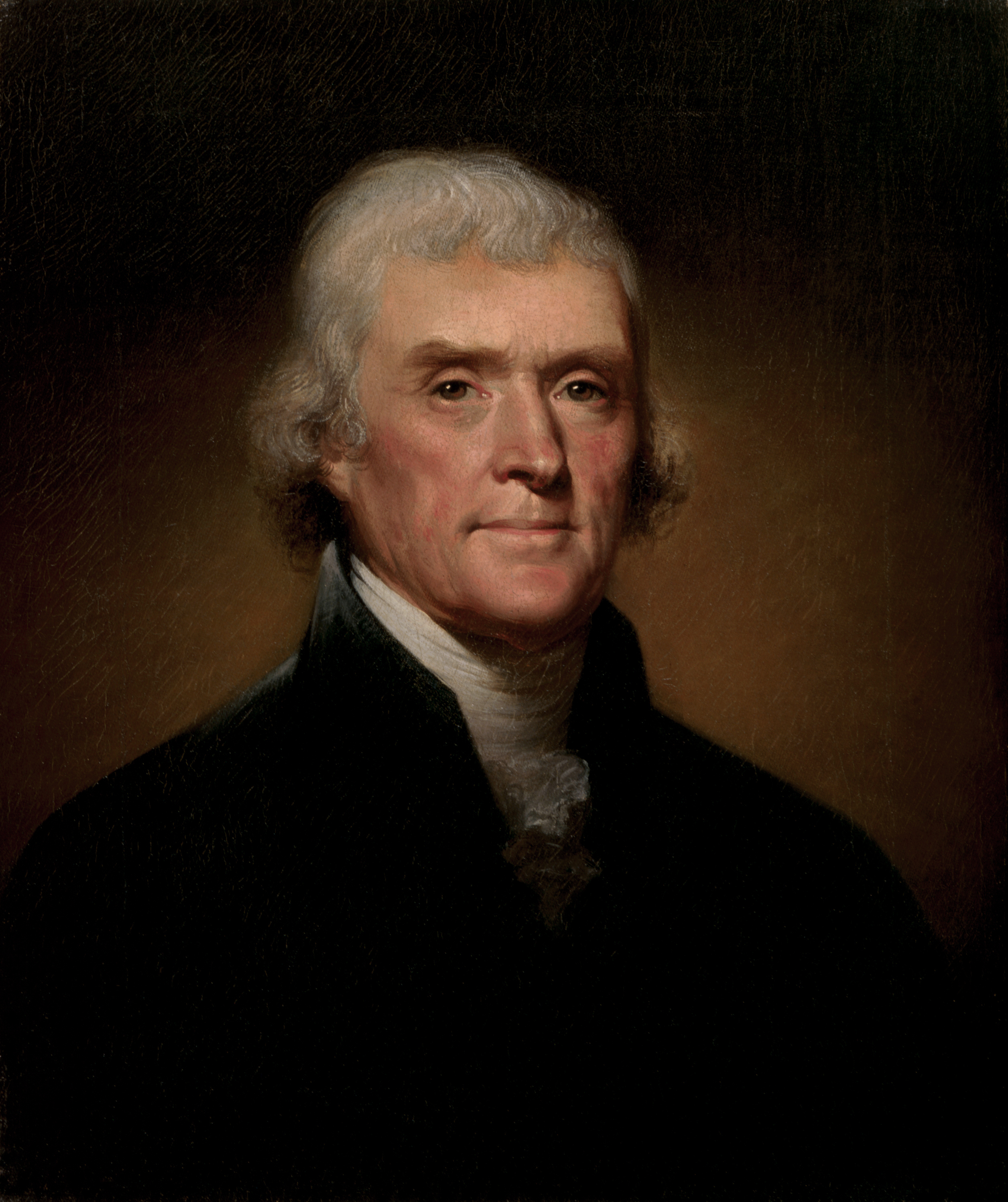
Thomas Jefferson fundou o Partido Democrata-Republicano com Madison, representando amplamente os interesses do Sul

Depois de 1790, a administração de Washington polarizou-se em duas facções principais. Uma facção, liderada por Jefferson e Madison, representava, em geral, os interesses do Sul e buscava relações estreitas com a França. Esta facção tornou-se o Partido Democrata-Republicano, em oposição ao Secretário do Tesouro, Hamilton. A outra facção, liderada por Hamilton e os Federalistas, representava os interesses financeiros do Norte e favorecia relações estreitas com a Grã-Bretanha. Em 1791, Hamilton apresentou um plano que previa o estabelecimento de um banco nacional para conceder empréstimos às indústrias emergentes e supervisionar a oferta monetária. Madison e o Partido Democrata-Republicano lutaram contra a tentativa de Hamilton de expandir o poder do Governo Federal com a formação de um banco nacional. Portanto, eles se opuseram ao plano de Hamilton, e Madison argumentou que, segundo a Constituição, o Congresso não tinha o poder de criar um banco nacional com poderes federais. Apesar de sua oposição, o Congresso aprovou um projeto de lei para criar o Primeiro Banco dos Estados Unidos, que Washington sancionou em fevereiro de 1791. Enquanto Hamilton implementava seu programa econômico e Washington continuava a desfrutar de imenso prestígio como presidente, Madison ficava cada vez mais preocupado com a possibilidade de Hamilton tentar abolir a república federal em favor de uma monarquia centralizada.
Quando Hamilton apresentou o seu Relatório sobre as Manufacturas, que apelava a uma ação federal para estimular o desenvolvimento de uma economia diversificada, Madison mais uma vez contestou a proposta de Hamilton. Junto com Jefferson, Madison ajudou Philip Freneau a estabelecer o National Gazette, um jornal da Filadélfia que atacou as propostas de Hamilton. Em um ensaio publicado no jornal em setembro de 1792, Madison escreveu que o país havia se dividido em duas facções: sua facção, que acreditava "que a humanidade é capaz de governar a si mesma", e a facção de Hamilton, que, supostamente, buscava o estabelecimento de uma monarquia aristocrática e era tendenciosa a favor dos ricos. Aqueles que se opunham às políticas econômicas de Hamilton, incluindo muitos ex-antifederalistas, continuaram a fortalecer as fileiras do Partido Democrata-Republicano, enquanto aqueles que defendiam as políticas do governo apoiavam o Partido Federalista de Hamilton. Na eleição presidencial de 1792, ambos os principais partidos apoiaram Washington para a reeleição, mas os Democratas-Republicanos tentaram destituir o vice-presidente John Adams. Como as regras da Constituição essencialmente impediam Jefferson de desafiar Adams, o partido apoiou o governador de Nova York, George Clinton, para a vice-presidência, mas Adams venceu mesmo assim.
Com Jefferson fora do cargo depois de 1793, Madison tornou-se o líder de facto do Partido Democrata-Republicano. Quando a Grã-Bretanha e a França entraram em guerra em 1793, os EUA precisaram determinar qual lado apoiar. Embora as diferenças entre os partidos girassem anteriormente ao redor de questões econômicas, a política externa tornou-se uma questão cada vez mais importante, na medida em que Madison e Jefferson preferiam a França, e Hamilton preferia a Grã-Bretanha. A guerra com a Grã-Bretanha tornou-se iminente em 1794, depois que os britânicos apreenderam centenas de navios americanos que negociavam com as colônias francesas. Madison acreditava que uma guerra comercial com a Grã-Bretanha provavelmente seria bem-sucedida e permitiria aos americanos afirmar plenamente a sua independência. As Índias Ocidentais Britânicas, afirmou Madison, não poderiam viver sem os alimentos dos EUA, mas os americanos poderiam facilmente seguir sem as manufaturas britânicas. Washington, no entanto, garantiu relações comerciais amistosas com a Grã-Bretanha por meio do Tratado Jay de 1794. Madison e seus aliados Democratas-Republicanos ficaram indignados com o tratado; Robert R. Livingston escreveu a Madison que o tratado "sacrifica todos os interesses essenciais e prostra a honra do nosso país". A forte oposição de Madison ao tratado levou a um rompimento permanente com Washington, encerrando amizade dos dois.

### Casamento e família
Em 15 de setembro de 1794, Madison casou-se com Dolley Payne Todd, a viúva de 26 anos de John Todd, um fazendeiro Quaker que morreu durante uma epidemia de febre amarela na Filadélfia. No início daquele ano, Madison e Dolley Todd foram formalmente apresentados a pedido dele por Aaron Burr. Burr tornou-se amigo dela quando estavam hospedados na mesma pensão na Filadélfia. Depois de um encontro marcado no início de 1794, os dois rapidamente ficaram noivos e se prepararam para um casamento naquele verão, mas Todd sofreu doenças recorrentes por causa de sua exposição à febre amarela na Filadélfia. Eles finalmente viajaram para Harewood, na Virgínia, para o casamento. Apenas alguns familiares próximos compareceram, e o reverendo Alexander Balmain, de Winchester, o presidiu. Dolley tornou-se uma figura renomada em Washington, DC e destacou-se como anfitriã de jantares e outras ocasiões políticas importantes. Posteriormente, ela ajudou a estabelecer a imagem moderna da primeira-dama dos Estados Unidos como uma pessoa que desempenha um papel de liderança nos assuntos sociais da nação.
Ao longo de sua vida, Madison manteve um relacionamento próximo com seu pai, James Sr. Eventualmente, aos 50 anos, Madison herdou a grande plantação de Montpelier e outras posses, incluindo os numerosos escravizados de seu pai. Embora Madison nunca tenha tido filhos com Dolley, ele adotou seu único filho sobrevivente, John Payne Todd (conhecido como Payne), após o casamento do casal. Alguns de seus colegas, como Monroe e Burr, acreditavam que a falta de descendentes de Madison pesava em seus pensamentos, embora ele nunca tenha falado de qualquer angústia. Enquanto isso, a história oral sugere que Madison pode ter tido um filho com sua meia-irmã escravizada, uma cozinheira chamada Coreen, mas os pesquisadores não conseguiram reunir as evidências de DNA necessárias para determinar a validade da afirmação.

### Presidência de Adams
Washington optou por aposentar-se após cumprir dois mandatos e, antes da eleição presidencial de 1796, Madison ajudou a convencer Jefferson a concorrer à presidência. Apesar dos esforços de Madison, o candidato federalista John Adams elegeu-se, obtendo uma estreita maioria dos votos eleitorais. De acordo com as regras do Colégio Eleitoral então em vigor, Jefferson tornou-se vice-presidente porque terminou com o segundo maior número de votos eleitorais. Madison, entretanto, recusou-se a buscar a reeleição para a Câmara e voltou para Montpelier. Seguindo o conselho de Jefferson, Adams considerou nomear Madison para uma delegação americana encarregada de acabar com os ataques franceses aos navios americanos, mas os outros membros do gabinete presidencial se opuseram fortemente à ideia.
Embora estivesse fora do cargo, Madison continuou sendo um líder democrata-republicano importante em oposição à administração Adams. Ele e Jefferson acreditavam que os federalistas estavam usando a quase-guerra com a França para justificar a violação dos direitos constitucionais ao aprovar as Leis de Estrangeiros e Sedição, e cada vez mais passaram a ver Adams como um monarquista. Tanto Madison quanto Jefferson, como líderes do Partido Democrata-Republicano, expressaram a crença de que os direitos naturais não eram negociáveis, mesmo durante um período de guerra. Madison acreditava que as Leis de Estrangeiros e Sedição constituíam um precedente perigoso, ao dar ao governo o poder de ignorar os direitos naturais de seu povo em nome da segurança nacional. Em resposta às leis, Jefferson argumentou que os estados tinham o poder de anular uma lei federal com o fundamento de que a Constituição era um pacto entre os estados. Madison rejeitou essa visão de anulação e instou que os estados respondessem às leis federais injustas por meio de interposição, um processo pelo qual uma legislatura estadual declarava uma lei inconstitucional, mas não tomava medidas para impedir ativamente a sua aplicação. A doutrina de anulação de Jefferson foi amplamente rejeitada, e o incidente prejudicou o Partido Democrata-Republicano, na medida em que a atenção foi desviada das Leis de Estrangeiros e Sedição para a impopular doutrina de anulação.
Em 1799, Madison foi eleito para a legislatura da Virgínia. Ao mesmo tempo, ele planejou a campanha de Jefferson nas eleições presidenciais de 1800. Madison publicou o Relatório de 1800, que atacou as Leis de Estrangeiros e Sedição como inconstitucionais. Esse relatório sustentava que o Congresso estava limitado a legislar sobre os seus poderes enumerados e que a punição por sedição violava a liberdade de expressão e a liberdade de imprensa. Jefferson apoiou o relatório, e ele tornou-se a plataforma não oficial dos democratas-republicanos para as eleições. Com os federalistas divididos entre apoiadores de Hamilton e Adams, e com as notícias do fim da quase-guerra só chegando aos Estados Unidos depois da eleição, Jefferson e seu companheiro de chapa, Aaron Burr, derrotaram Adams, permitindo que Jefferson chegasse à presidência.

## Secretário de Estado (1801–1809)
Madison era uma das duas principais influências no Gabinete de Jefferson, junto com o Secretário do Tesouro Albert Gallatin. Madison foi nomeado secretário de Estado, apesar de não ter experiência em política externa. Um indivíduo introspectivo, ele recebeu assistência de sua esposa, confiando profundamente nela para lidar com as pressões sociais de ser uma figura pública, tanto em sua nomeação para o Gabinete quanto posteriormente. Enquanto a ascensão de Napoleão na França aumentava o entusiasmo democrata-republicano pela causa francesa, Madison buscava uma posição de neutralidade nas guerras de coalizão em curso entre a França e a Grã-Bretanha. Internamente, a administração Jefferson e o Congresso Democrata-Republicano reverteram muitas políticas federalistas; o Congresso revogou rapidamente a Lei de Estrangeiros e Sedição, aboliu os impostos domésticos e reduziu o tamanho do Exército e da Marinha. Gallatin, no entanto, convenceu Jefferson a manter o Primeiro Banco dos Estados Unidos. Embora o poder político federalista estivesse decaindo rapidamente em nível nacional, o presidente do tribunal, John Marshall, garantia que a ideologia federalista mantivesse uma presença importante no judiciário. No caso Marbury v. Madison, Marshall decidiu simultaneamente que Madison se recusou injustamente a entregar comissões federais a indivíduos que haviam sido nomeados pela administração anterior, mas que a Suprema Corte não tinha jurisdição sobre o caso. Ainda mais importante, a opinião de Marshall estabeleceu o princípio da revisão judicial. Ao atingir o cargo de secretário de Estado e ao longo de sua vida, Madison manteve contato com seu pai, James Sr., que morreu em 1801 e deixou-lhe a grande plantação de Montpelier.

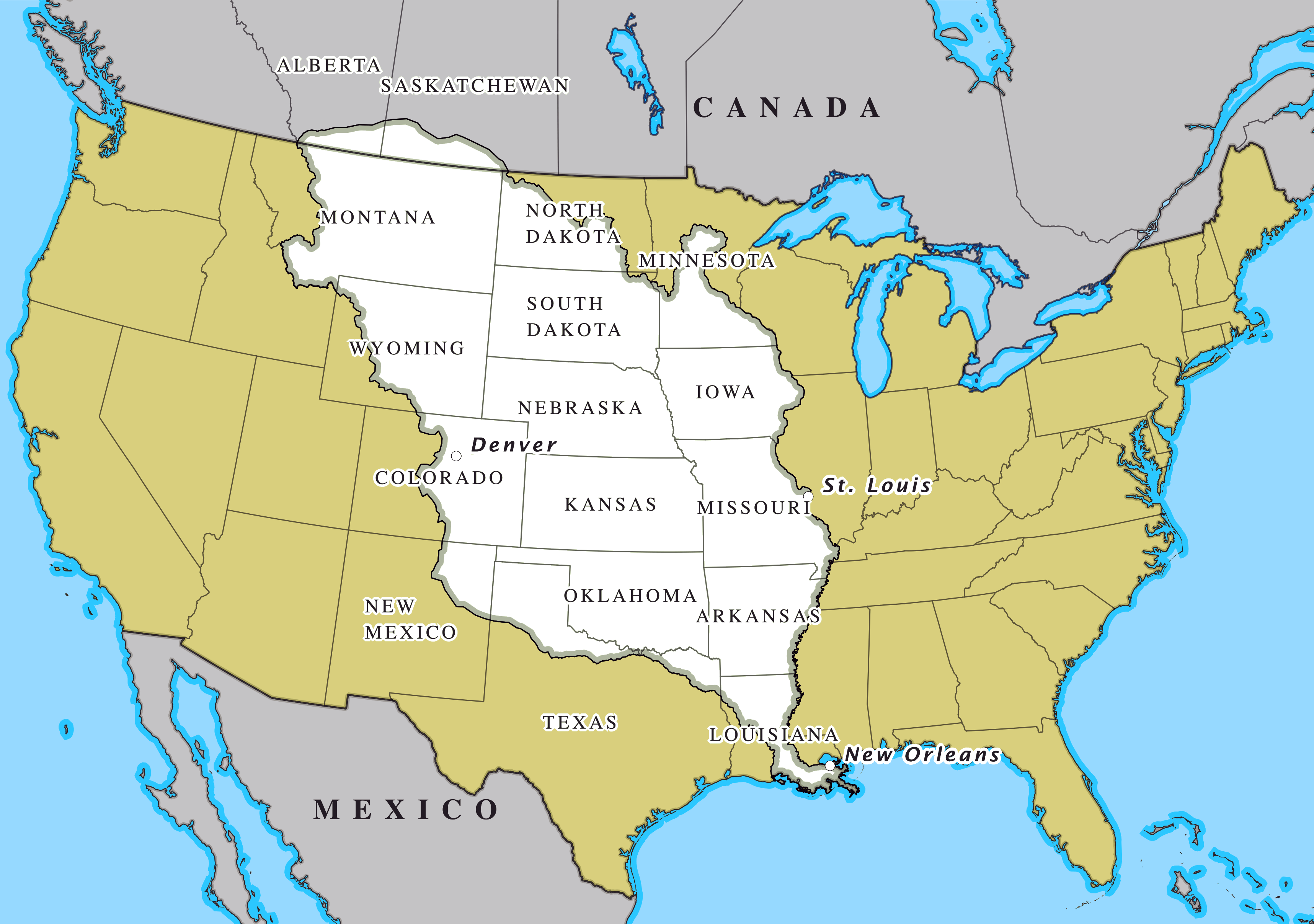
A compra da Louisiana em 1803 totalizou 2 144,48 km², dobrando o tamanho dos Estados Unidos

Jefferson assumiu o cargo e era simpático à migração para o oeste dos americanos que se estabeleceram no extremo oeste do rio Mississippi; sua simpatia pela expansão apoiava-se na sua preocupação com a escassa demografia regional no extremo oeste em comparação com os estados orientais mais populosos, sendo aquela região habitada quase que exclusivamente por nativos americanos. Jefferson promoveu tais avanços territoriais e esperava adquirir o território espanhol da Louisiana, a oeste do rio Mississippi, para fins expansionistas. No início da presidência de Jefferson, a administração soube que a Espanha planejava devolver a Louisiana para a França, aumentando o temor de uma invasão francesa ao território dos EUA. Em 1802, Jefferson e Madison enviaram Monroe, um aliado da Virgínia, à França para negociar a compra de Nova Orleans, que controlava o acesso ao rio Mississippi e, portanto, era imensamente importante para os agricultores da fronteira americana. Em vez de simplesmente vender Nova Orleans, o governo de Napoleão, já tendo desistido dos planos de estabelecer um novo império francês nas Américas, ofereceu a venda de todo o território da Louisiana. Apesar de não ter autorização explícita de Jefferson, Monroe, juntamente com Livingston, a quem Jefferson nomeou como ministro da América na França, negociou a Compra da Louisiana, na qual a França vendeu mais de 2 144,48 km² de terras em troca de quinze milhões de dólares (equivalentes a cerca de 271 milhões de dólares em 2021).

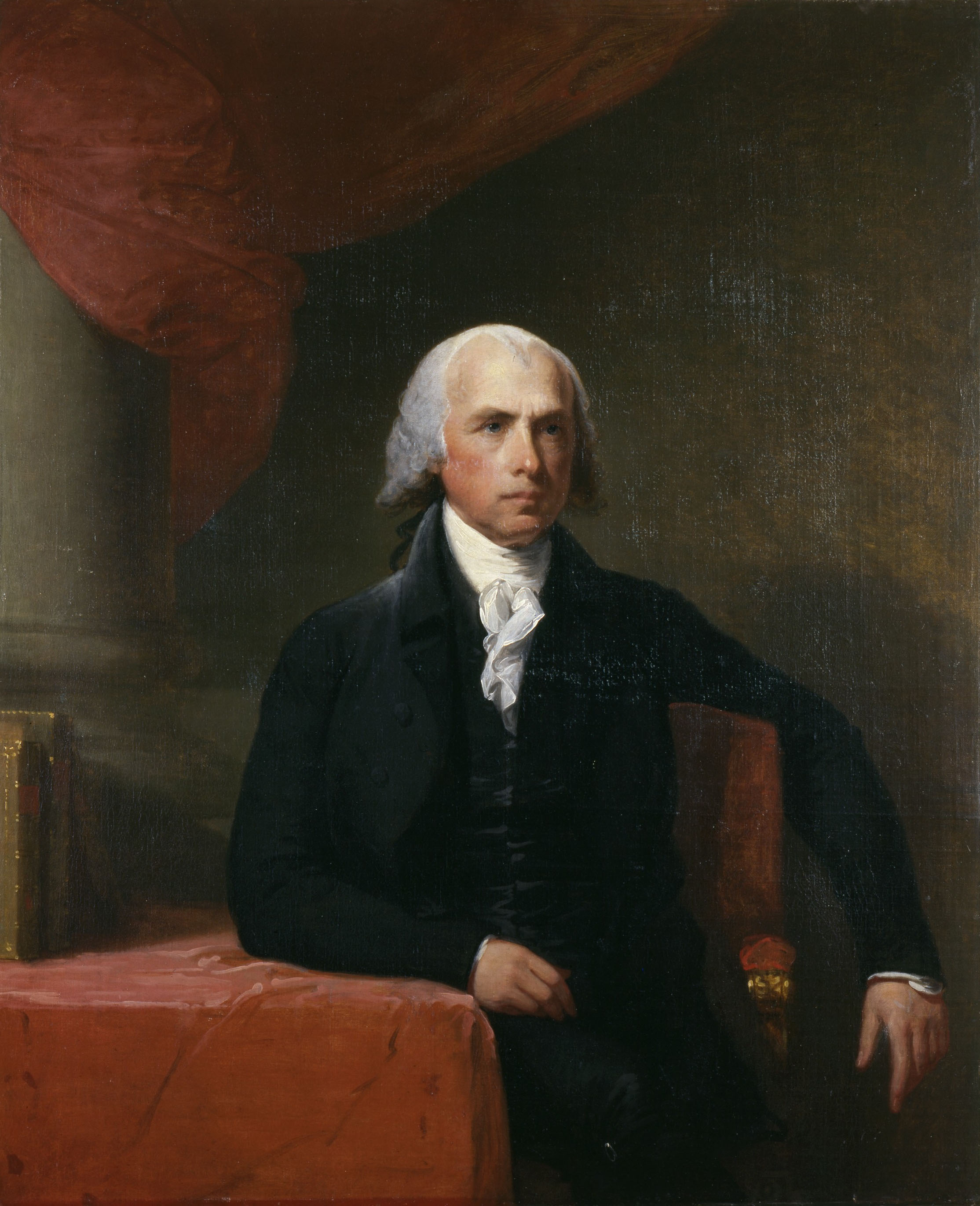
James Madison como Secretário de Estado pintado por Gilbert Stuart, c. 1805–1807

Apesar da natureza urgente das negociações com os franceses, Jefferson estava preocupado com a constitucionalidade da compra da Louisiana e, em particular, era a favor da introdução de uma emenda constitucional que autorizasse explicitamente o Congresso a adquirir novos territórios. Madison convenceu Jefferson a abster-se de propor a emenda, e a administração acabou submetendo o Tratado de Compra da Louisiana à aprovação do Senado, sem uma emenda que o acompanhasse. Ao contrário de Jefferson, Madison não estava seriamente preocupado com a constitucionalidade da compra. Ele acreditava que as circunstâncias não justificavam uma interpretação restritiva da Constituição, pois a expansão era de interesse do país. O Senado ratificou rapidamente o tratado, e a Câmara, com igual entusiasmo, aprovou a legislação.
No início de seu mandato, Jefferson conseguiu manter relações cordiais com a França e a Grã-Bretanha, mas as relações com a Grã-Bretanha deterioraram-se depois de 1805. Os britânicos encerraram sua política de tolerância em relação à navegação americana e começaram a apreender mercadorias americanas com destino aos portos franceses. Eles também recrutaram forçosamente marinheiros americanos, alguns dos quais originalmente haviam desertado da marinha britânica, mas outros nunca haviam sido súditos britânicos. Em resposta aos ataques, o Congresso aprovou a Lei de Não Importação, que restringiu muitas, mas não todas, as importações britânicas. As tensões com a Grã-Bretanha aumentaram devido ao caso Chesapeake-Leopard, um confronto naval de junho de 1807 entre as forças navais americanas e britânicas, em um momento em que os franceses também começavam a atacar os navios americanos. Madison acreditava que a pressão econômica poderia forçar os britânicos a encerrar a apreensão de mercadorias americanas comercializadas, e ele e Jefferson convenceram o Congresso a aprovar a Lei do Embargo de 1807, que proibia todas as exportações para nações estrangeiras. O embargo revelou-se ineficaz, impopular e difícil de aplicar, especialmente na Nova Inglaterra. Em março de 1809, o Congresso substituiu o embargo pela Lei de Não Relações, que permitia o comércio com outras nações além da Grã-Bretanha e da França.

### Eleições presidenciais de 1808

Após a presidência de Jefferson, os resultados da votação eleitoral de Madison em 1808

As especulações sobre Madison potencialmente suceder Jefferson começaram no início de seu primeiro mandato. O status de Madison no partido foi prejudicado por sua associação ao embargo, que era impopular em todo o país, principalmente no Nordeste. Com o colapso dos federalistas como partido nacional depois de 1800, a principal oposição à candidatura de Madison veio de outros membros do Partido Democrata-Republicano. Madison tornou-se alvo de ataques do congressista John Randolph, líder de uma facção do partido conhecida como tertium quids.
Randolph recrutou Monroe, que se sentia traído pela rejeição do governo à proposta chamada de Tratado Monroe-Pinkney, com a Grã-Bretanha, para contestar Madison pela liderança do partido. Muitos nortistas, entretanto, esperavam que o vice-presidente Clinton pudesse destituir Madison como sucessor de Jefferson. Apesar dessa oposição, Madison ganhou a indicação presidencial de seu partido na convenção de nomeação para o Congresso de janeiro de 1808. O Partido Federalista teve pouco apoio fora da Nova Inglaterra, e Madison derrotou facilmente o candidato federalista Charles Cotesworth Pinckney nas eleições gerais.

## Presidência (1809–1817)

### Posse e gabinete

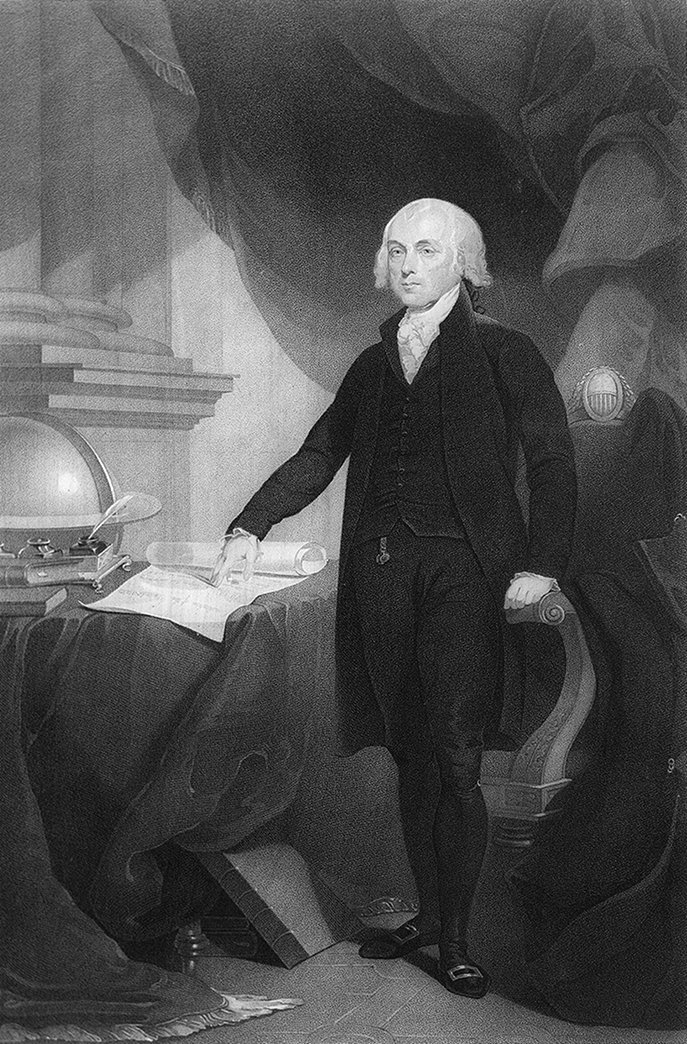
James Madison como presidente, gravura de David Edwin entre 1809 e 1817

A posse de Madison ocorreu em 4 de março de 1809, na Câmara do Capitólio dos Estados Unidos. O presidente do tribunal, Marshall, administrou o juramento presidencial a Madison enquanto o presidente cessante Jefferson assistia de um assento próximo. O vice-presidente George Clinton foi empossado para um segundo mandato, tornando-o o primeiro vice-presidente dos EUA a servir sob dois presidentes. Ao contrário de Jefferson, que gozava de um apoio relativamente unificado, Madison enfrentou oposição política de antigos aliados, como Monroe e Clinton. Além disso, o Partido Federalista ressurgiu devido à oposição ao embargo. Além da planejada nomeação de Gallatin para secretário de Estado, os membros restantes do gabinete de Madison foram escolhidos apenas para promover a harmonia política e, de acordo com os historiadores Ketcham e Rutland, eram em grande parte ordinários ou incompetentes. Devido à oposição de Monroe e Clinton, Madison imediatamente enfrentou oposição à planejada nomeação do Secretário do Tesouro, Gallatin, como secretário de Estado. Madison acabou optando por não nomeá-lo, mantendo-o no Departamento do Tesouro.
Em vez disso, Madison decidiu por Robert Smith, irmão do senador Samuel Smith, de Maryland, para ser secretário de Estado. No entanto, nos dois anos seguintes, Madison desempenhou a maior parte do trabalho de secretário de Estado devido à incompetência de Smith. Após amarga disputa intrapartidária, o presidente finalmente o substituiu por Monroe em abril de 1811. Com um gabinete cheio daqueles de quem ele desconfiava, Madison raramente convocava reuniões de gabinete e, em vez disso, frequentemente consultava Gallatin sozinho. No início de sua presidência, ele buscou dar continuidade às políticas de Jefferson de impostos baixos e redução da dívida nacional. Em 1811, o Congresso permitiu que o estatuto do Primeiro Banco dos Estados Unidos caducasse, depois que Madison se recusou a assumir uma posição firme sobre a questão.

### Guerra de 1812

#### Prelúdio à guerra
O Congresso revogou a Lei do Embargo de 1807 pouco antes de Madison tornar-se presidente, mas os problemas com os britânicos e franceses continuaram. Madison estabeleceu uma nova estratégia que fora projetada para colocar os britânicos e os franceses uns contra os outros, oferecendo-se para negociar com qualquer país que encerrasse seus ataques contra a navegação americana. A estratégia quase deu certo, mas as negociações com os britânicos fracassaram em meados de 1809. Com o objetivo de criar atritos entre os americanos e os britânicos, Napoleão ofereceu-se para acabar com os ataques franceses aos navios americanos, desde que os Estados Unidos punissem quaisquer países que não acabassem, de forma semelhante, com as restrições ao comércio. Madison aceitou a proposta de Napoleão na esperança de que ela convencesse os britânicos a finalmente encerrar sua política de guerra comercial. Não obstante, os britânicos recusaram-se a mudar suas políticas e os franceses renegaram a sua promessa e continuaram a atacar navios americanos.
Com o fracasso das sanções e de outras políticas, Madison determinou que a guerra com a Grã-Bretanha era a única opção restante. Muitos americanos pediam por uma "segunda guerra de independência" para restaurar a honra e a estatura de sua nova nação, e um público furioso elegeu um Congresso de "falcões", liderado por Henry Clay e John C. Calhoun. Com a Grã-Bretanha já envolvida nas Guerras Napoleônicas, muitos americanos, incluindo Madison, acreditavam que os Estados Unidos poderiam facilmente capturar o Canadá, usando-o como moeda de troca para outras disputas ou simplesmente mantendo-o sob seu controle. Em 1.º de junho de 1812, Madison pediu ao Congresso uma declaração de guerra, afirmando que o país não podia mais tolerar o "estado de guerra contra os Estados Unidos" da Grã-Bretanha. A declaração de guerra foi aprovada em linhas seccionais e partidárias, com oposição à declaração vinda de federalistas e de alguns democratas-republicanos do Nordeste. Nos anos anteriores à guerra, Jefferson e Madison haviam reduzido o tamanho das forças armadas, deixando o país com uma força militar composta principalmente por membros mal treinados de milícias. O presidente pediu ao Congresso que colocasse rapidamente o país "em uma armadura e com uma atitude exigida pela crise", recomendando, especificamente, a expansão do exército e da marinha.

#### Ações militares

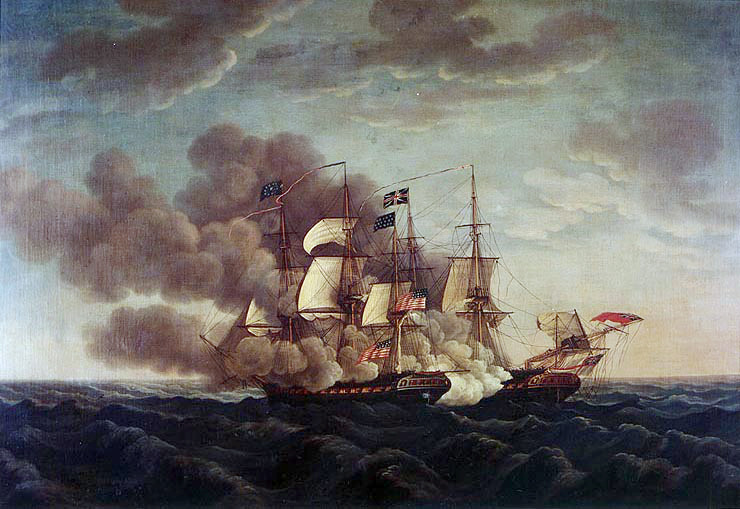
derrota o HMS Guerriere, um evento significativo durante a guerra. As vitórias náuticas dos EUA aumentaram a moral americana

Dadas as circunstâncias que envolviam Napoleão na Europa, Madison inicialmente acreditou que a guerra resultaria em uma rápida vitória americana. Ele ordenou três incursões militares no Canadá, começando no Forte Detroit, projetadas para afrouxar o controle britânico em torno do Forte Niágara, controlado pelos americanos, e destruir as linhas de abastecimento britânicas de Montreal. Essas ações permitiriam espaço de barganha para negociar concessões para proteger a navegação americana no Atlântico. Sem um exército permanente, Madison contou com milícias estaduais regulares para se unirem à bandeira e invadirem o Canadá: ainda assim, os governadores do Nordeste não cooperaram. O exército britânico era mais organizado, usava soldados profissionais e promoveu uma aliança com tribos nativas americanas lideradas por Tecumseh. Em 16 de agosto, durante o cerco britânico a Detroit, o major-general William Hull entrou em pânico após dispararem contra o forte, matando dois oficiais americanos. Aterrorizado com um ataque de indígenas, Hull ordenou que uma toalha de mesa branca fosse jogada pela janela e rendeu incondicionalmente o Forte Detroit e todo o seu exército ao major-general britânico Sir Issac Brock. Hull foi levado à corte marcial por covardia, mas Madison interveio e o salvou de ser fuzilado. Em 13 de outubro, uma força separada dos Estados Unidos foi derrotada em Queenston Heights, embora Brock tenha sido morto. O comandante geral Henry Dearborn, prejudicado pela rebelião da infantaria da Nova Inglaterra, recuou para quartéis de inverno perto de Albany, não conseguindo destruir as vulneráveis linhas de abastecimento britânicas de Montreal. Na falta de receitas adequadas para financiar a guerra, a administração Madison foi forçada a contar com empréstimos a juros elevados, concedidos por banqueiros baseados na cidade de Nova York e na Filadélfia.
Na eleição presidencial de 1812, realizada durante os primeiros estágios da guerra, Madison foi renomeado sem oposição. Um grupo dissidente de republicanos-democratas de Nova York nomeou DeWitt Clinton, o vice-governador de Nova York e sobrinho do recém-falecido vice-presidente George Clinton, para opor-se a Madison nas eleições de 1812. Essa facção de republicanos-democratas esperava destituir o presidente forjando uma coalizão entre os partidários que se opunham à guerra que se aproximava, bem como os fiéis ao partido irritados com Madison por não se mover de forma mais decisiva em direção à guerra, os nortistas cansados da dinastia da Virgínia e do controle sulista da Casa Branca, e muitos habitantes da Nova Inglaterra que queriam que Madison fosse substituído. Consternados com as suas perspectivas de derrotar Madison, um grupo de federalistas de alto nível reuniu-se com os apoiadores de Clinton para discutir uma aliança eleitoral. Por mais difícil que tenha sido unir forças, nomearam Clinton para presidente e Jared Ingersoll, um advogado da Filadélfia, para vice-presidente. Na esperança de reforçar seu apoio no Nordeste, onde a Guerra de 1812 era impopular, Madison escolheu o governador Elbridge Gerry de Massachusetts como seu companheiro de chapa, embora Gerry só fosse sobreviver por mais dois anos após a eleição, devido à idade avançada. Apesar das manobras de Clinton e dos federalistas, Madison venceu a reeleição, embora pela margem mais estreita de qualquer eleição desde a de 1800 no voto popular, posteriormente confirmada também pelo voto eleitoral. Ele recebeu 128 votos eleitorais contra 89 para Clinton. Com Clinton vencendo a maior parte do Nordeste, Madison venceu a Pensilvânia, além de ter levado o Sul e o Oeste, o que garantiu sua vitória.

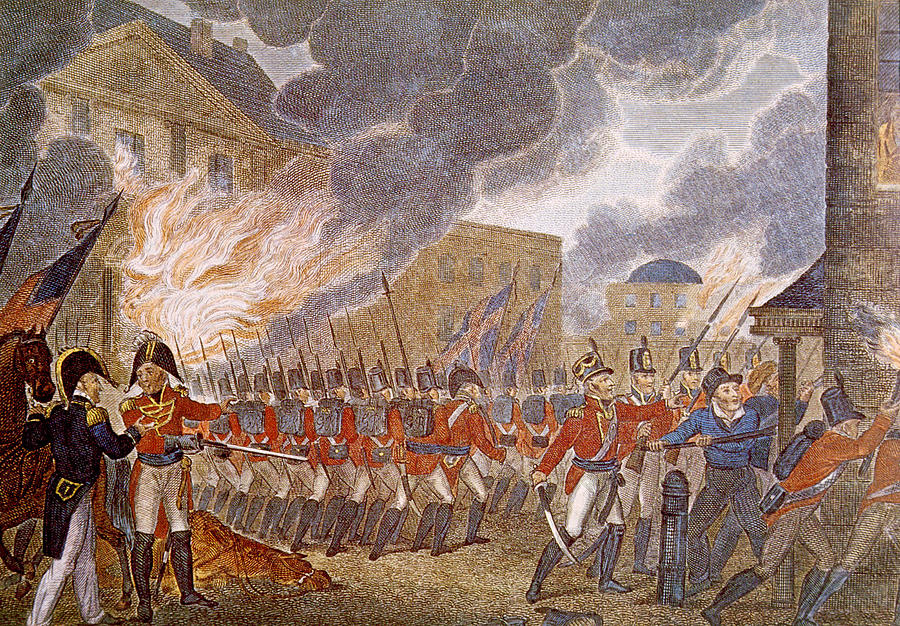
Os britânicos incendiaram a capital dos EUA enquanto Madison era presidente em 24 de agosto de 1814

Após o início desastroso da guerra, Madison aceitou o convite da Rússia para arbitrar e enviou uma delegação, liderada por Gallatin e John Quincy Adams (o primeiro filho do ex-presidente John Adams), à Europa para negociar um tratado de paz. Enquanto Madison trabalhava para acabar com a guerra, os Estados Unidos tiveram alguns sucessos navais impressionantes, alcançados pelo USS Constitution e outros navios de guerra, que aumentaram a moral americana. Vitoriosos na Batalha do Lago Erie, os EUA danificaram o abastecimento e o reforço das forças militares britânicas no teatro ocidental da guerra. Após essa batalha, o General William Henry Harrison derrotou as forças dos britânicos e da confederação de Tecumseh na Batalha do Tâmisa. A morte de Tecumseh naquela batalha marcou o fim permanente da resistência armada dos nativos americanos no Velho Noroeste e de qualquer esperança de uma nação indígena unida. Em março de 1814, o major-general Andrew Jackson quebrou a resistência dos Creeks, aliados britânicos, no Velho Sudoeste com sua vitória na Batalha de Horseshoe Bend. Apesar desses sucessos, os britânicos continuaram a repelir as tentativas americanas de invadir o Canadá, e uma força britânica capturou o Forte Niágara e queimou a cidade americana de Buffalo no final de 1813.

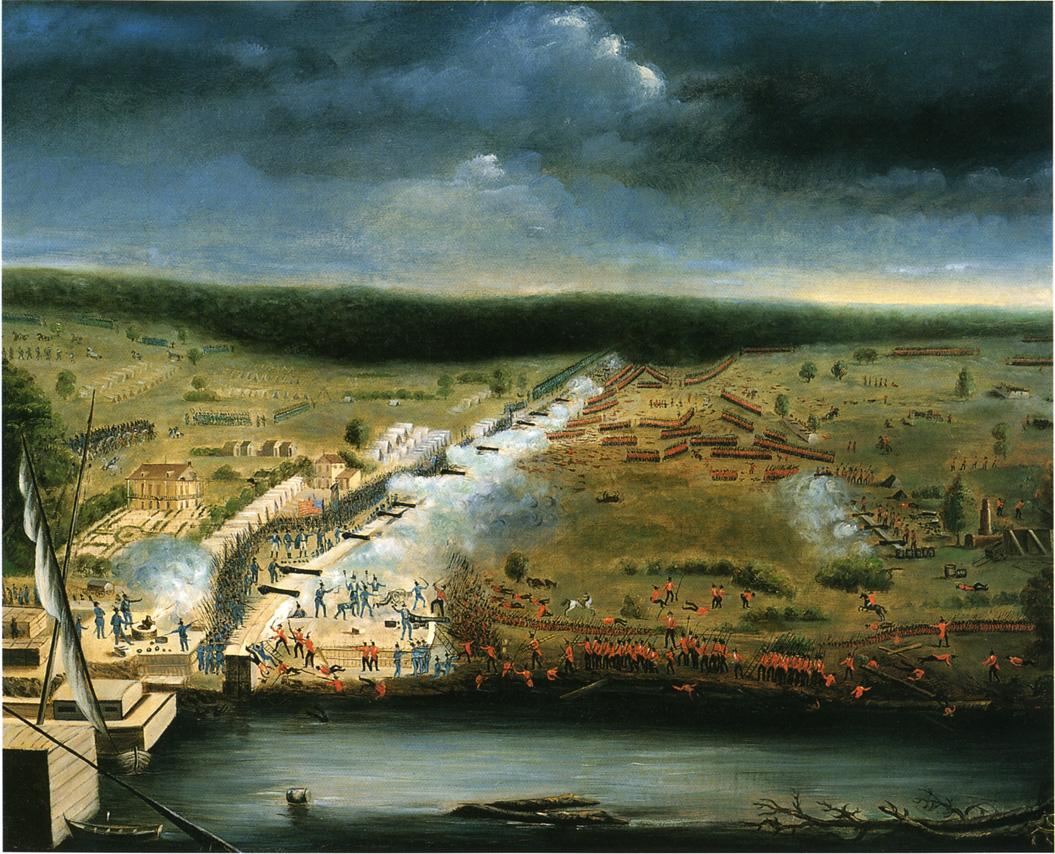
A Batalha de Nova Orleans ocorreu enquanto o Tratado de Gante estava sendo negociado em 1815

Em 24 de agosto de 1814, uma grande força do Reino Unido desembarcou nas costas da Baía de Chesapeake e derrotou o exército do general William Winder na Batalha de Bladensburg. Madison, que mais cedo havia inspecionado o exército de Winder, escapou da captura britânica fugindo para a Virgínia a cavalo, embora os britânicos tenham capturado Washington e queimado muitos de seus edifícios, incluindo a Casa Branca. Escapando da captura pelos britânicos, Dolley abandonou a capital e fugiu para a Virgínia, mas somente depois de proteger o retrato de George Washington. Os restos carbonizados da capital significaram uma derrota humilhante para James Madison e para a América. Em 27 de agosto, Madison retornou a Washington para ver a carnificina da cidade. Dolley voltou no dia seguinte e, em 8 de setembro, os Madisons mudaram-se para a Octagon House. O exército britânico avançou em seguida sobre Baltimore, mas os EUA repeliram o ataque britânico na Batalha de Baltimore, e o exército britânico partiu da região de Chesapeake em setembro. Naquele mesmo mês, as forças dos EUA repeliram uma invasão britânica do Canadá com uma vitória na Batalha de Plattsburgh. O público britânico começou a voltar-se contra a guerra na América do Norte, e os líderes britânicos, a buscar uma saída rápida do conflito.
Em janeiro de 1815, as tropas de Jackson derrotaram os britânicos na Batalha de Nova Orleans. Pouco mais de um mês depois, Madison soube que seus negociadores, liderados por John Quincy Adams, haviam concluído o Tratado de Gante em 24 de dezembro de 1814, que encerrou a guerra.
Madison rapidamente enviou o tratado ao Senado, que o ratificou em 16 de fevereiro de 1815. Embora o resultado geral da guerra tenha terminado em um impasse, a rápida sucessão de eventos no final da guerra, incluindo o incêndio da capital, a Batalha de Nova Orleans e o Tratado de Gante, fizeram parecer que a bravura americana na batalha havia forçado os britânicos a se renderem. Essa visão, embora imprecisa, contribuiu fortemente para reforçar a reputação de Madison como presidente. Os nativos americanos foram os maiores derrotados, perdendo suas terras e independência. A derrota de Napoleão na Batalha de Waterloo, em junho de 1815, encerrou definitivamente as Guerras Napoleônicas e, consequentemente, o fim da apreensão hostil de navios americanos pelas forças britânicas e francesas.

### Período pós-guerra e declínio da oposição federalista
No período pós-guerra do segundo mandato de Madison, entre meados de 1815 e 1817, iniciou-se a "Era dos Bons Sentimentos", com os Federalistas passando por um novo declínio de influência. Durante a guerra, delegados dos estados da Nova Inglaterra realizaram a Convenção de Hartford, onde demandaram várias emendas à Constituição. Embora a Convenção não apelasse explicitamente à secessão da Nova Inglaterra, ela tornou-se um marco político negativo para o Partido Federalista, na medida em que o sentimento geral americano se movia em direção a uma celebrada união entre os estados, após o que eles viam como uma bem-sucedida "segunda guerra de independência" da Grã-Bretanha.
Madison acelerou o declínio dos federalistas ao adotar vários programas aos quais ele havia se oposto anteriormente. Reconhecendo as dificuldades de financiamento da guerra e a necessidade de uma instituição para regular a moeda americana, Madison propôs o restabelecimento de um banco nacional. Ele também pediu o aumento dos gastos com o Exército e a com Marinha, uma tarifa destinada a proteger os produtos americanos da concorrência estrangeira e uma emenda constitucional que autorizasse o governo federal a financiar a construção de melhorias internas, como estradas e canais. As iniciativas de Madison de, agora, agir em defesa de um banco nacional pareciam mudar sua oposição anterior a Hamilton, e foram contestadas por "construcionistas" rígidos, como John Randolph, que afirmou que as novas propostas "são mais 'Hamilton' do que Alexander Hamilton". Respondendo às propostas de Madison, o Congresso dos EUA compilou um dos registros legislativos mais produtivos até aquele momento da história. O Congresso concedeu ao Segundo Banco dos Estados Unidos um estatuto de vinte e cinco anos e aprovou a Tarifa de 1816, que estabelecia altas taxas de importação para todos os bens produzidos fora dos Estados Unidos. Madison aprovou gastos federais para a estrada Cumberland, que fornecia uma ligação às terras ocidentais do país; ainda assim, em seu último ato antes de deixar o cargo, ele bloqueou novos gastos federais em melhorias internas ao vetar a Lei de Bônus de 1817, argumentando que ela excedia indevidamente os limites da Cláusula de Bem-Estar Geral, relativa a tais melhorias.

### Política em relação a nativos americanos

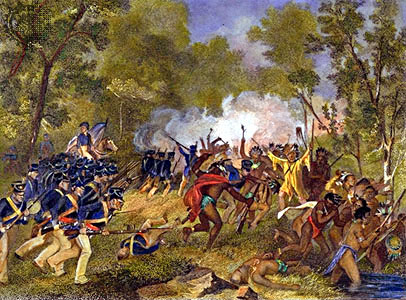
A Batalha de Tippecanoe ocorreu no Território do Noroeste em 7 de novembro de 1811

Ao tornar-se presidente, Madison disse que o dever do governo federal era converter os nativos americanos pela "participação nas melhorias às quais a mente e os costumes humanos são suscetíveis em um estado civilizado". Em 1809, o general Harrison começou a pressionar por um tratado que abrisse mais terras para assentamentos de americanos brancos. Miami, Wea e Kickapoo opuseram-se veementemente à venda de mais terras ao redor do rio Wabash. Para motivar esses grupos a vender suas terras, Harrison decidiu, contra a vontade de Madison, primeiro concluir um tratado com as tribos que estavam dispostas a vender terras e usar esses tratados para ajudar a influenciar aquelas que resistiam. Em setembro de 1809, Harrison convidou Potawatomie, Delaware, Eel Rivers e Miami para uma reunião em Fort Wayne. Durante as negociações, ele prometeu grandes subsídios e pagamentos diretos às tribos se elas cedessem as outras terras em discussão. Em 30 de setembro de 1809, com pouco mais de seis meses de mandato, Madison concordou com o Tratado de Fort Wayne, negociado e assinado pelo governador do território de Indiana, Harrison. No tratado, as tribos indígenas americanas foram compensadas em 5 200 dólares (equivalentes a cerca de 90 mil dólares em 2021) em mercadorias e a quinhentos dólares em dinheiro (equivalentes a cerca de 8 500 dólares em 2021), além de 250 dólares em pagamentos anuais (equivalentes a cerca de 4 300 dólares em 2021), em troca da cessão de 3 milhões de acres de terra (aproximadamente 12 140 quilómetros quadrados), com subsídios pagos a tribos individuais para que exercessem sua influência sobre tribos menos cooperativas. O tratado irritou o líder Shawnee, Tecumseh, que disse: "Vender um país! Por que não vender o ar, as nuvens e o grande mar, bem como a terra?" Harrison respondeu que as tribos eram as donas de suas terras e poderiam vendê-las a quem quisessem.
Assim como Jefferson, Madison tinha uma atitude paternalista em relação aos indígenas americanos, encorajando-os a se tornarem agricultores. Madison acreditava que a adoção da agricultura de estilo europeu ajudaria os nativos americanos a assimilar os valores da civilização britânico-americana. À medida que pioneiros e colonos moviam-se para o oeste, chegando a grandes extensões do território dos Cherokee, Choctaw, Creek e Chickasaw, Madison ordenou que o Exército dos EUA protegesse as terras nativas da intrusão de colonos. Isso foi feito para desgosto de seu comandante militar Andrew Jackson, que queria que Madison ignorasse os apelos dos índios para impedir a invasão de suas terras. As tensões continuaram a aumentar entre os Estados Unidos e Tecumseh por causa do Tratado de Fort Wayne de 1809, o que levou, em última instância, à aliança do líder indígena com os britânicos e à Batalha de Tippecanoe, em 7 de novembro de 1811, no Território do Noroeste. As disputas entre os líderes nativos americanos eram acirradas e antes de deixar as discussões, Tecumseh informou a Harrison que, a menos que os termos do tratado negociado fossem amplamente anulados, ele buscaria uma aliança com os britânicos.
A situação continuou a piorar, levando eventualmente à eclosão de hostilidades entre os seguidores de Tecumseh e os colonos americanos no final daquele ano. As tensões seguiram crescendo, levando à Batalha de Tippecanoe, durante um período às vezes chamado de Guerra de Tecumseh. Tecumseh foi derrotado, e os índios foram expulsos de suas terras tribais, substituídos inteiramente por colonos brancos. Além da Batalha do Tâmisa e da Batalha de Horseshoe Bend, outras guerras com os índios americanos ocorreram, incluindo a Guerra de Peoria e a Guerra Creek. Negociado por Jackson, após a Guerra Creek, o Tratado de Fort Jackson de 9 de agosto de 1814, acrescentou aproximadamente 23 milhões de acres de terra para os Estados Unidos (93 mil quilômetros quadrados) na Geórgia e no Alabama. Particularmente, Madison não acreditava que os índios americanos pudessem ser totalmente assimilados aos valores da cultura euro-americana. Ele acreditava que os nativos americanos talvez não estivessem dispostos a fazer "a transição do estado de caçador, ou mesmo de pastor, para a agricultura". Madison temia que os nativos americanos tivessem uma influência muito grande sobre os colonos com quem interagiam, que, em sua opinião, eram "irresistivelmente atraídos por aquela liberdade completa, aquela liberdade de vínculos, obrigações, deveres, aquela ausência de cuidado e ansiedade que caracterizam o estado selvagem." Mais tarde, em março de 1816, o secretário da Guerra, William Crawford, defendeu que o governo encorajasse casamentos mistos entre nativos americanos e brancos como forma de assimilá-los. Isto provocou indignação pública e exacerbou o preconceito anti-indígena entre os americanos brancos, como pode ser visto em cartas hostis enviadas a Madison, que permaneceu publicamente em silêncio sobre o assunto.

### Eleição de 1816
Na eleição presidencial de 1816, Madison e Jefferson apoiaram a candidatura do Secretário de Estado James Monroe, que derrotou o Secretário da Guerra William H. Crawford na convenção de nomeação do partido para o Congresso. Na medida em que o Partido Federalista seguia em crise, Monroe derrotou facilmente o candidato federalista, o senador Rufus King, por Nova Iorque, nas eleições de 1816. Madison deixou o cargo como um presidente popular; o ex-presidente Adams escreveu que Madison "adquiriu mais glória e estabeleceu mais união do que todos os seus três antecessores, Washington, Adams e Jefferson, juntos".

## Pós-presidência (1817–1836)

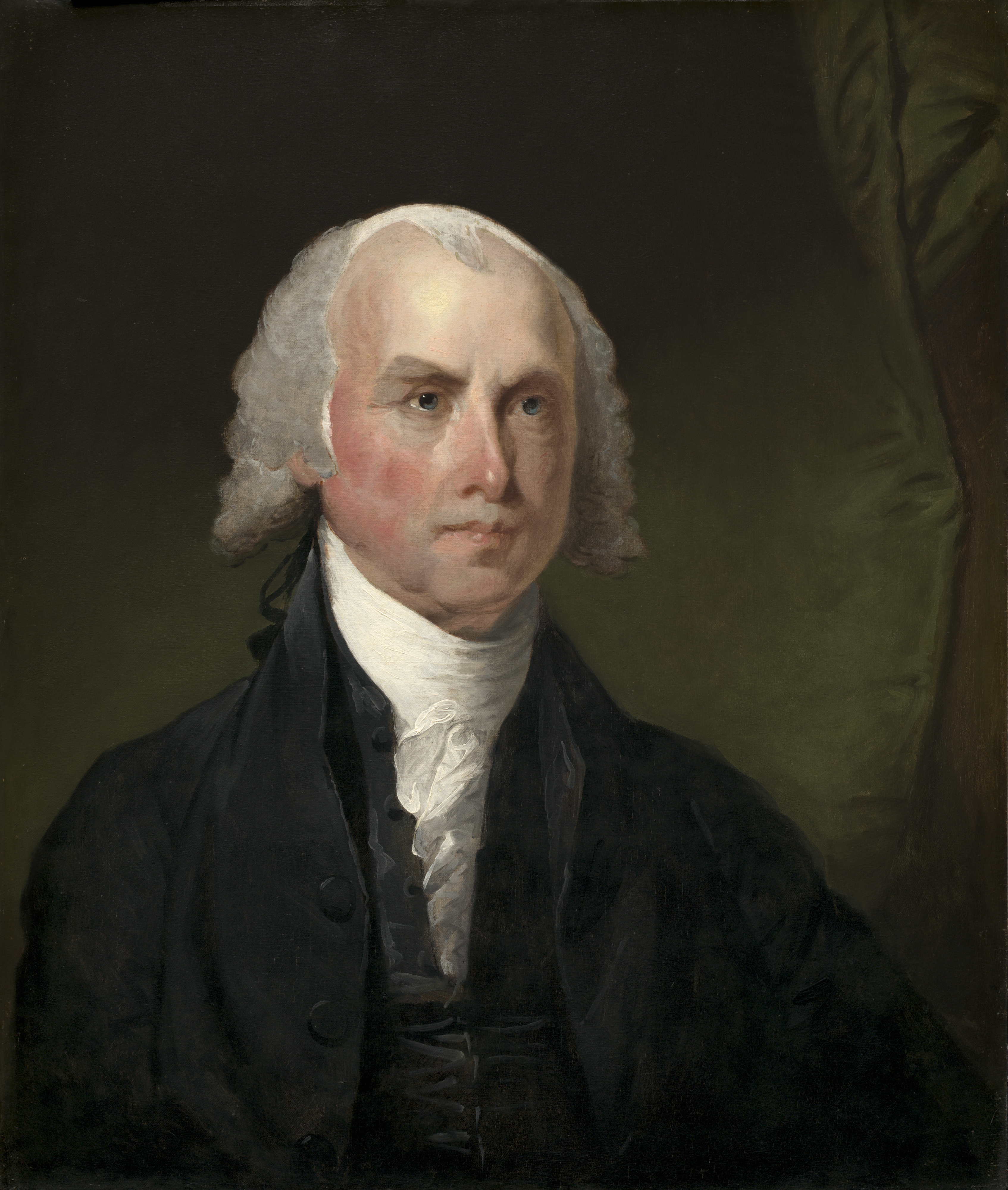
Retrato de James Madison após a conclusão de seus dois mandatos como presidente c. 1821, por Gilbert Stuart

Quando Madison deixou o cargo em 1817, aos 65 anos, retirou-se para Montpelier, não muito longe do Monticello, de Jefferson. Tal como aconteceu com Washington e Jefferson, Madison deixou a presidência um homem mais pobre do que entrou. Sua plantação sofrera um constante declínio financeiro, devido à queda dos preços do tabaco e à má gestão de seu enteado. Em sua aposentadoria, Madison ocasionalmente envolveu-se em assuntos públicos, aconselhando Andrew Jackson e outros presidentes. Ele permaneceu fora do debate público sobre o Compromisso de Missouri, embora reclamasse em particular da oposição do Norte à extensão da escravidão. Madison teve boas relações com todos os quatro principais candidatos nas eleições presidenciais de 1824, mas, como Jefferson, permaneceu em grande parte fora da disputa. Durante a presidência de Jackson, Madison repudiou publicamente o movimento de anulação e argumentou que nenhum estado tinha o direito de se separar. Madison também ajudou Jefferson a estabelecer a Universidade da Virgínia. Em 1826, após a morte de Jefferson, Madison foi nomeado o segundo reitor da universidade. Ele manteve o cargo por dez anos até sua morte em 1836.
Em 1829, aos 78 anos, Madison foi escolhido como representante na Convenção Constitucional da Virgínia para revisão da constituição local. Foi sua última aparição como estadista. A distribuição de representação adequada foi a questão central na convenção para os distritos ocidentais da Virgínia. O aumento da população no Piemonte e nas partes ocidentais do estado não estava representado proporcionalmente na legislatura. Os reformadores ocidentais também queriam alargar o sufrágio a todos os homens brancos, em lugar da exigência prevalecente de propriedade. Madison obteve ganhos modestos, mas ficou desapontado com o fracasso dos virginianos em estender o sufrágio a todos os homens brancos. Em seus últimos anos, Madison ficou muito preocupado com seu legado histórico. Recorreu à modificação de cartas e outros documentos em sua posse, alterando dias e datas e acrescentando e eliminando palavras e frases. Aos setenta e tantos anos, a edição de suas próprias cartas arquivadas e materiais mais antigos havia se tornado quase uma obsessão. Como exemplo, editou uma carta escrita a Jefferson criticando Gilbert du Motier, Marquês de Lafayette; Madison não apenas escreveu passagens originais, mas em outras correspondências até falsificou a caligrafia de Jefferson. O historiador Drew R. McCoy escreveu que "Durante os últimos seis anos de sua vida, em meio a um mar de problemas pessoais [financeiros] que ameaçavam engoli-lo. [...] Às vezes, a agitação mental resultava em colapso físico. Durante a maior parte do ano, em 1831 e 1832, ele ficou acamado, se não silenciado. [...] Literalmente doente de ansiedade, ele começou a perder a esperança em sua capacidade de fazer-se entender pelos seus concidadãos."

### Morte
A saúde de Madison deteriorou-se lentamente entre o início e meados da década de 1830. Aproximando-se do 4 de julho, ele morreu de insuficiência cardíaca congestiva em Montpelier, na manhã de 28 de junho de 1836, aos 85 anos. De acordo com um relato comum sobre seus momentos finais, ele recebeu seu café da manhã, que ele tentou comer, mas não conseguiu engolir. Sua sobrinha favorita, que se sentou para fazer-lhe companhia, perguntou-lhe: "Qual é o problema, tio James?" Madison morreu imediatamente após ele responder: "Nada mais do que uma mudança de ideia, minha querida." Ele foi enterrado no cemitério da família em Montpelier. Foi um dos últimos membros proeminentes da geração da Guerra Revolucionária a morrer. Seu último testamento deixou somas significativas para a American Colonization Society, Princeton e a Universidade da Virgínia, bem como 30 mil dólares (897 mil dólares em 2021) para sua esposa, Dolley. Deixada com uma quantia menor do que James pretendia, Dolley sofreu com problemas financeiros até sua morte em 1849. Na década de 1840, Dolley vendeu Montpelier, seus escravos restantes e os móveis para pagar dívidas pendentes. Paul Jennings, um dos escravizados mais jovens de Madison, mais tarde lembrou em suas memórias,
Nos últimos dias da sua vida, antes do Congresso comprar os documentos do seu marido, ela estava em um estado de pobreza absoluta, e penso que por vezes sofria pelas necessidades da vida. Enquanto eu era servo do Sr. Webster, ele muitas vezes me mandava até ela com uma cesta cheia de provisões, e me dizia que sempre que eu visse alguma coisa na casa que eu achasse que ela estivesse precisando, para levar até ela. Muitas vezes eu fazia isso e ocasionalmente lhe dava pequenas quantias do meu próprio bolso, embora anos antes tivesse comprado minha liberdade dela.

## Visões políticas e religiosas

### Federalismo
Durante sua primeira passagem pelo Congresso na década de 1780, Madison passou a ser a favor da alteração dos Artigos da Confederação para proporcionar um governo central mais forte. Na década de 1790, ele liderou a oposição às políticas centralizadoras de Hamilton e às Leis de Estrangeiros e Sedição. O apoio de Madison às Resoluções da Virgínia e Kentucky na década de 1790 foi referido como "uma evolução de tirar o fôlego para um homem que defendeu na Convenção Constitucional que o governo federal deveria possuir poder de veto sobre as leis estaduais".

### Religião
Embora batizado como anglicano e educado por clérigos presbiterianos, o jovem Madison era um leitor ávido de tratados deístas ingleses. Quando adulto, Madison prestou pouca atenção a questões religiosas. Embora a maioria dos historiadores tenha encontrado poucas indicações de suas inclinações religiosas depois que ele deixou a faculdade, alguns estudiosos indicam que ele se inclinava para o deísmo. Outros sustentam que Madison aceitou os princípios cristãos e formou suas opiniões sobre a vida de um ponto de vista cristão. Independentemente de suas próprias crenças religiosas, Madison acreditava na liberdade religiosa e defendeu a separação das instituições religiosas e do Estado na Virgínia.  Ele também se opôs às nomeações de capelães para o Congresso e para as forças armadas, argumentando que as nomeações resultam em exclusão religiosa, bem como em desarmonia política.

## Escravidão
Ao longo de sua vida, as opiniões de Madison sobre a escravidão foram conflitantes. Ele nasceu em uma sociedade de plantações que dependia do trabalho escravo, e ambos os lados de sua família lucravam com o cultivo do tabaco. Embora considerasse a escravidão essencial para a economia do Sul, ele estava preocupado com a instabilidade de uma sociedade que dependia de uma grande população escravizada. Madison também acreditava que a escravidão era incompatível com os princípios revolucionários americanos, embora ele possuísse mais de cem escravizados afro-americanos.

### História
Madison cresceu em Montpelier, a plantação de sua família na Virgínia. Tal como outras plantações do sul, Montpelier dependia do trabalho escravo. Quando Madison partiu para a faculdade em 10 de agosto de 1769, ele chegou a Princeton acompanhado por seu escravizado Sawney, que foi encarregado das despesas de Madison e de transmitir mensagens para sua família em casa. Em 1783, temendo a possibilidade de uma rebelião de escravos em Montpelier, Madison emancipou um escravizado, Biley, vendendo-o com um contrato de aprendiz para que fosse libertado em sete anos. Após sua alforria, Billey mudou seu nome para William Gardner, casou-se e constituiu família, e tornou-se agente de navegação, representando Madison na Filadélfia. Em 1795, Gardner foi arrastado ao mar e morreu afogado durante uma viagem para Nova Orleans. Madison herdou Montpelier e seus mais de cem escravizados, após a morte de seu pai em 1801. Nesse mesmo ano, Madison foi nomeado Secretário de Estado pelo presidente Jefferson e mudou-se para Washington DC, administrando a propriedade de longe, sem fazer nenhum esforço para libertar seus escravizados. Após sua eleição para a Presidência em 1808, Madison trouxe-os para a Casa Branca. Durante as décadas de 1820 e 1830, Madison vendeu algumas de suas terras e escravizados para pagar dívidas. Em 1836, na época da morte de Madison, ele possuía 36 escravizados tributáveis. Em seu testamento, Madison deu seus escravos restantes para sua esposa Dolley e encarregou-a de não vendê-los sem a permissão deles. Por motivos de necessidade, Dolley não obedeceu e os vendeu sem suas permissões para saldar dívidas.

### Tratamento de escravizados
Consistente com as "normas sociais estabelecidas da sociedade da Virgínia", Madison era conhecido por seus documentos agrícolas defendendo o tratamento humano de seus escravizados em Montpelier. Ele instruiu um superintendente a "tratar os negros com toda a humanidade e bondade consistentes com sua necessária subordinação e trabalho". Madison também garantiu que seus escravizados tivessem vacas leiteiras e refeições para sua alimentação diária. Na década de 1790, o escravo de Madison, Sawney, era superintendente de parte da plantação. Madison ordenou que Sawney, por carta, preparasse campos para o cultivo de maçãs, milho, tabaco e batatas irlandesas. Assim como Sawney, alguns escravizados de Montpelier sabiam ler. Em Montpelier, eles trabalhavam seis dias por semana, do amanhecer ao anoitecer, com intervalo ao meio-dia, e tinham folga aos domingos. Paul Jennings foi escravo dos Madisons por 48 anos. Jennings, nascido escravo em 1799 na plantação de Montpelier, serviu como lacaio de Madison na Casa Branca. Em seu livro de memórias A Colored Man's Reminiscences of James Madison, publicado em 1865, Jennings disse que "nunca soube que [Madison] atacasse um escravo, embora tivesse mais de cem; nem permitiria que um feitor o fizesse". Como escravo doméstico, Jennings tinha educação básica e era alfabetizado, ensinava matemática e tocava violino. Embora Jennings condenasse a escravidão, ele disse que James foi "um dos melhores homens que já existiu" e que Dolley era "uma mulher extraordinariamente boa".

### Opiniões sobre a escravidão
Madison chamou a escravidão de "o domínio mais opressivo" que já existiu, e teve uma "aversão vitalícia" a ela. Em 1785, Madison falou na Assembleia da Virgínia a favor de um projeto de lei que Thomas Jefferson havia proposto para a abolição gradual da escravatura, e também ajudou a derrotar um projeto de lei destinado a proibir a alforria de escravos individuais. Como proprietário de escravos, Madison estava ciente de que possuir escravizados não era consistente com os valores revolucionários, mas, como pragmático, esse tipo de autocontradição era uma característica comum em sua carreira política. O historiador Drew R. McCoy disse que os princípios antiescravidão de Madison eram de fato "impecáveis". O historiador Ralph Ketcham disse: "embora Madison abominasse a escravidão, ele ainda assim carregou o fardo de depender toda a sua vida de um sistema escravista que ele nunca poderia conciliar com suas crenças republicanas." Não há evidências de que Madison pensasse que os negros eram inferiores. Madison acreditava que era improvável que negros e brancos coexistissem pacificamente devido aos "preconceitos dos brancos", bem como aos sentimentos de ambos os lados "inspirados por sua relação anterior como opressores e oprimidos". Como tal, ele interessou-se pela ideia de libertos estabelecerem colônias na África e mais tarde foi o presidente da Sociedade Americana de Colonização, que realocou ex-escravizados na Libéria. Madison acreditava que esta solução oferecia um meio gradual, de longo prazo, mas potencialmente viável, de erradicar a escravidão nos Estados Unidos. Madison, no entanto, pensava que a coexistência pacífica entre os dois grupos raciais poderia eventualmente ser alcançada no longo prazo.
Madison inicialmente se opôs à proteção de 20 anos da Constituição ao comércio estrangeiro de escravos, mas acabou aceitando-a como um compromisso necessário para fazer com que o Sul ratificasse o documento. Ele também propôs que a distribuição na Câmara dos Representantes fosse de acordo com a população livre e escravizada de cada estado, levando eventualmente à adoção do Compromisso dos Três Quintos. Madison apoiou a extensão da escravidão para o Ocidente durante a crise do Missouri de 1819-1821, afirmando que a disseminação da escravidão não levaria a mais escravos, mas sim diminuiria seu aumento generativo por meio de sua dispersão, melhorando assim substancialmente a sua condição, acelerando a emancipação, aliviando as tensões raciais e aumentando as "alforrias parciais". Madison pensava nos escravos como "estudantes rebeldes (mas ainda educáveis) que precisam de orientação regular". De acordo com o historiador Paris Spies-Gans, o pensamento antiescravista de Madison foi mais forte "no auge da política revolucionária. Mas no início de 1800, quando estava em posição de realmente impactar a política, ele não conseguiu implementar essas opiniões." Spies-Gans concluiu: "em última análise, a dependência pessoal de Madison da escravidão o levou a questionar sua definição, uma vez esclarecida, de liberdade."

## Legado

### Reputação histórica

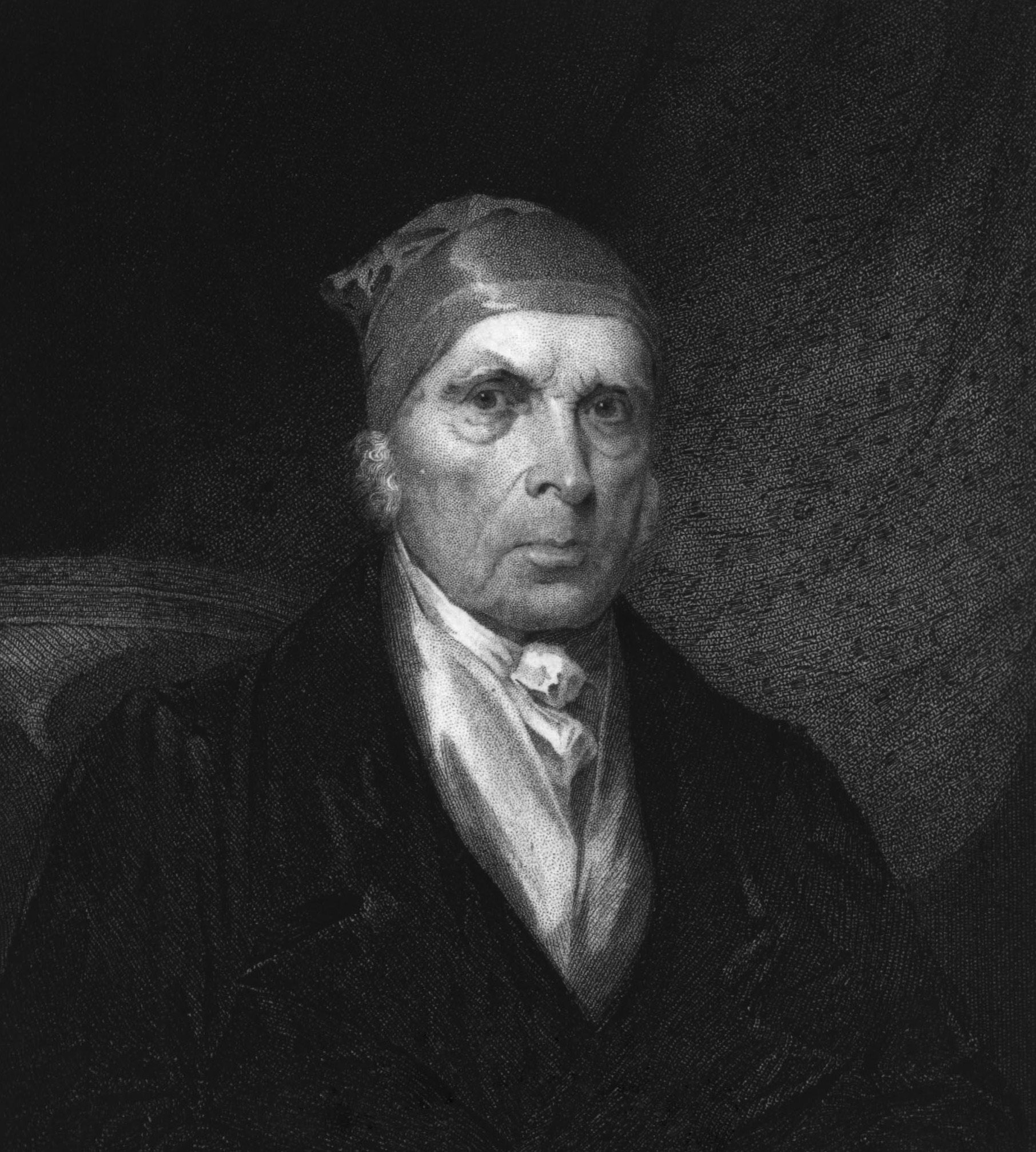
Retrato de Madison depois que sua saúde começou a piorar, aos 82 anos, c. 1833

Reconhecido como um dos Pais Fundadores dos Estados Unidos, Madison teve uma ampla influência na fundação da nação e no desenvolvimento inicial do governo constitucional americano e de sua política externa. O historiador JCA Stagg escreve que "em alguns aspectos – porque estava do lado vencedor em todas as questões importantes enfrentadas pela jovem nação de 1776 a 1816 – Madison foi o mais bem-sucedido e possivelmente o mais influente de todos os Pais Fundadores". Embora tenha ajudado a fundar um importante partido político e sido o quarto presidente do país, o seu legado foi em grande parte definido pelas suas contribuições para a Constituição; mesmo enquanto ainda estava vivo, ele foi aclamado como o “Pai da Constituição”. O professor de direito Noah Feldman escreve que Madison "inventou e teorizou o ideal moderno de uma constituição federal ampliada que combina o autogoverno local com uma ordem nacional abrangente". Feldman acrescenta que o "modelo de governo constitucional que protege a liberdade" de Madison é "a ideia americana mais influente na história política global". Várias classificações de historiadores e cientistas políticos tendem a classificar Madison como um presidente acima da média, com uma pesquisa de 2018 da seção de Presidentes e Política Executiva da American Political Science Association classificando Madison como o décimo segundo melhor presidente.
Vários historiadores criticaram o mandato de Madison como presidente. Em 1968, Henry Steele Commager e Richard B. Morris disseram que a visão convencional era de que Madison foi um "presidente incapaz", que "administrou mal uma guerra desnecessária". Uma pesquisa de historiadores de 2006 classificou o fracasso de Madison em evitar a Guerra de 1812 como o sexto pior erro cometido por um presidente em exercício. Com relação à consistência e à adaptabilidade da formulação de políticas de Madison durante seus muitos anos de atividade, o historiador Gordon S. Wood diz que Lance Banning, como dito em seu Sacred Fire of Liberty (1995), é o "único estudioso atual a afirmar que Madison não mudou seus pontos de vista na década de 1790".
Durante e após a Guerra de 1812, Madison passou a apoiar várias das políticas às quais se opôs na década de 1790, incluindo o banco nacional, uma marinha forte e impostos diretos. Wood observa que muitos historiadores têm dificuldades para compreendê-lo, mas Wood olha para ele nos termos da própria época de Madison – como um nacionalista, mas com uma concepção de nacionalismo diferente da dos federalistas. Gary Rosen usa outras abordagens para sugerir a consistência de Madison. O historiador Garry Wills escreveu: "A nossa admiração por Madison não se baseia em uma consistência perfeita, assim como não se baseia em sua presidência. Ele tem outras virtudes. [...] Como autor e defensor da Constituição, ele não tinha igual. [...] Nenhum homem poderia fazer tudo pelo país – nem mesmo Washington. Madison fez mais do que a maioria, e algumas coisas melhor do que qualquer outro. Isso foi o suficiente." 

### Cultura popular
Madison, interpretado por Burgess Meredith, é um protagonista no filme de Hollywood de 1946, Magnificent Doll, que se concentra em um relato ficcional da vida romântica de Dolley Madison. Madison também é retratado no popular musical Hamilton, interpretado por Joshua Henry na versão original de Vassar de 2013, e depois revisada por Okieriete Onaodowan para a abertura de 2015 na Broadway. Nesse musical, Madison, acompanhado por Jefferson e Burr, confronta Hamilton sobre sua relação amorosa no caso Reynolds entoando a letra do rap da música "We Know". Onaodowan ganhou um Grammy por sua interpretação de Madison.

### Memoriais
Montpelier, a plantação da família Madison, foi designada Patrimônio Histórico Nacional. O James Madison Memorial Building faz parte da Biblioteca do Congresso dos Estados Unidos e serve como memorial oficial do presidente. Em 1986, o Congresso criou a James Madison Memorial Fellowship Foundation como parte da celebração do bicentenário da Constituição. Outros memoriais incluem Madison, Wisconsin e Madison County, Alabama, ambos nomeados em sua homenagem, assim como o Madison Square Garden, a Universidade James Madison e o USS James Madison. Em 2021, o distrito escolar metropolitano de Madison renomeou a escola "James Madison Memorial High School" após a oposição da comunidade em homenagear alguém que usou trabalho escravo.

### Citações
1. ↑  Banning 2000.
2. ↑  Rutland 1990, p. 19.
3. 1 2 3  Labunski 2006, pp. 148–150.
4. 1 2  Wills 2002, pp. 12–13.
5. 1 2 3 4  Ketcham 2002, p. 57.
6. ↑  Ketcham 1990, p. 5.
7. ↑  Montpellier Foundation.
8. 1 2 3 4 5 6 7 8  Montpellier, Life of James Madison.
9. ↑  Ketcham 1990, p. 12.
10. 1 2  Ketcham 2003, pp. 370-371.
11. ↑  Hamilton 1941, pp. 22, 259.
12. ↑  Boyd, 2013.
13. ↑  Gutzman 2012, p. 2.
14. ↑  Feldman 2017, pp. 3–7.
15. ↑  Feldman 2017, pp. 5–6.
16. ↑  Ketcham 2003, p. 35.
17. ↑  Ketcham 2003, p. 34.
18. ↑  Feldman 2017, pp. 4–5.
19. ↑  Ketcham 1990, p. 51.
20. ↑  Ball 2017, pp. 45–46.
21. ↑  Feldman 2017, pp. 7–8.
22. ↑  Bilder 2010, pp. 390-391.
23. ↑  McCullough 2006, p. 21.
24. ↑  Ketcham 2002, p. 58.
25. ↑  Taylor 2002, pp. 442-443.
26. 1 2  Isaacson 2004.
27. ↑  Taylor 2016, pp. 96-100.
28. ↑  Taylor 2016, pp. 132-135.
29. ↑  Paterson, Clifford & Maddock 2014, p. 20.
30. ↑  Jillson & Wilson 1994, p. 4.
31. ↑  Taylor 2016, pp. 135-139, 123-127.
32. ↑  Feldman 2017, pp. 17–18.
33. ↑  Edwards 1984, p. 43.
34. ↑  Edwards 1984, p. 322.
35. ↑  Feldman 2017, pp. 10–14.
36. ↑  Feldman 2017, p. 22.
37. ↑  Burstein & Isenberg 2010, pp. 14–15.
38. ↑  Feldman 2017, pp. 25–27.
39. ↑  Burstein & Isenberg 2010, pp. 48–49, 59–60.
40. ↑  Burstein & Isenberg 2010, pp. 65–66.
41. ↑  Library of Congress, pp. 506-507.
42. ↑  Coelho 2013, p. 61.
43. ↑  Taylor 2016, pp. 337–339.
44. ↑  Mason 1970, pp. 274–289.
45. ↑  Ferling 2003, pp. 230–232.
46. 1 2 3  Stagg, 2019.
47. ↑  Burstein & Isenberg 2010, pp. 96–97.
48. ↑  Burstein & Isenberg 2010, pp. 96–98.
49. ↑  Ketcham 2003, pp. 120–123.
50. ↑  Burstein & Isenberg 2010, p. xxiv.
51. ↑  Wills 2002, pp. 17–19.
52. ↑  Feldman 2017, p. 70.
53. ↑  Burstein & Isenberg 2010, pp. 96–97, 128–130.
54. ↑  Allott 2003, p. 321.
55. ↑  Manweller 2005, p. 22.
56. ↑  Gustafson 1992, p. 290.
57. ↑  Wood 2011, p. 104.
58. ↑  Burstein & Isenberg 2010, pp. 129–130.
59. ↑  Rutland 1987, p. 14.
60. ↑  Burstein & Isenberg 2010, pp. 136–137.
61. ↑  Feldman 2017, pp. 56–57, 74–75.
62. ↑  Feldman 2017, pp. 98–99, 121–122.
63. ↑  Ketcham 2003, pp. 177–179.
64. ↑  Robinson 1999, p. 117.
65. ↑  Feldman 2017, p. 107.
66. ↑  Burstein & Isenberg 2010, pp. 150–151.
67. ↑  Burstein & Isenberg 2010, pp. 140–141.
68. ↑  Feldman 2017, pp. 115–117.
69. ↑  Wills 2002, pp. 25–27.
70. ↑  Feldman 2017, pp. 199-200.
71. ↑  Burstein & Isenberg 2010, pp. 164–166.
72. 1 2  Cost 2021, p. 118.
73. 1 2  The Federalist Papers, p. xxv.
74. ↑  Feldman 2017, pp. 177–178.
75. ↑  Feldman 2017, pp. 179–180.
76. ↑  Cost 2021, p. 130.
77. 1 2  Hamilton, Madison & Jay 1992, p. xxv.
78. ↑  Wills 2002, pp. 31–35.
79. ↑  Hamilton, Madison & Jay 1992.
80. ↑  Feldman 2017, pp. 180–183.
81. ↑  Feldman 2017, pp. 208–209.
82. ↑  Burstein & Isenberg 2010, pp. 179–180.
83. ↑  Feldman 2017, pp. 231–233.
84. ↑  Wills 2002, pp. 35–37.
85. 1 2  Chernow 2004, pp. 571-74.
86. ↑  Feldman 2017, pp. 239–240.
87. ↑  Amar 2005, p. 6.
88. ↑  Mount Vernon, Essay.
89. 1 2 3  Wills 2002, pp. 38–39.
90. ↑  Feldman 2017, pp. 247–248, 251–252.
91. 1 2 3 4  National Archives Founders Online.
92. 1 2  Cost 2021, p. 162.
93. ↑  Feldman 2017, pp. 252–253.
94. ↑  Burstein & Isenberg 2010, pp. 189–193, 203.
95. ↑  Feldman 2017, pp. 258–259.
96. ↑  Bordewich 2016, pp. 100–102.
97. ↑  Burstein & Isenberg 2010, pp. 213–217.
98. ↑  Burstein & Isenberg 2010, pp. 217–220.
99. ↑  Burstein & Isenberg 2010, pp. 195–197.
100. ↑  Feldman 2017, pp. 264–274.
101. ↑  Ketcham 1990, p. 290.
102. 1 2 3  Burstein & Isenberg 2010, pp. 197–199.
103. ↑  Feldman 2017, pp. 267–269.
104. ↑  Feldman 2017, pp. 270–271.
105. ↑  Feldman 2017, pp. 274–275.
106. ↑  Feldman 2017, pp. 275–276.
107. ↑  Labunski 2006, p. 232.
108. ↑  Labunski 2006, p. 198.
109. ↑  Bill of Rights, National Archives.
110. ↑  Thomas 2013, p. 49.
111. ↑  Burstein & Isenberg 2010, pp. 207–208.
112. 1 2  Burstein & Isenberg 2010, pp. 221–224.
113. ↑  Feldman 2017, pp. 199-211.
114. ↑  Feldman 2017, p. 343.
115. ↑  Feldman 2017, pp. 343–347.
116. ↑  Feldman 2017, pp. 324–326.
117. ↑  Feldman 2017, pp. 366–367.
118. ↑  Meacham 2012, pp. 405-406.
119. ↑  Burstein & Isenberg 2010, pp. 279–280.
120. ↑  Feldman 2017, p. 369.
121. ↑  Feldman 2017, pp. 369–370.
122. 1 2  Burstein & Isenberg 2010, pp. 305–306.
123. ↑  Burstein & Isenberg 2010, pp. 261–262.
124. ↑  Feldman 2017, pp. 373–374.
125. ↑  Varg 1963, p. 74.
126. 1 2  Wills 2002, pp. 38–44.
127. ↑  Feldman 2017, pp. 396–398.
128. ↑  Ketcham 1990, p. 377.
129. ↑  Brant 1950, pp. 406-407.
130. ↑  Ketcham 2003, pp. 376–380.
131. 1 2  Feldman 2017, pp. 479–480.
132. 1 2  Feldman 2017, pp. 443–444.
133. 1 2  Burstein & Isenberg 2010, pp. 321–322.
134. ↑  Ketcham 2003, p. 386.
135. ↑  Mummolo 2007.
136. ↑  Nelson 2016, pp. 19-20.
137. ↑  Burstein & Isenberg 2010, pp. 317–318.
138. ↑  Feldman 2017, pp. 408–400.
139. ↑  Feldman 2017, pp. 411–414.
140. ↑  Wills 2002, pp. 48–49.
141. ↑  Chernow 2004, pp. 571–574.
142. ↑  Feldman 2017, pp. 415–417.
143. ↑  Wikisource:Virginia Resolutions of 1798
144. ↑  Time Magazine, July 5, 2004.
145. ↑  Feldman 2017, pp. 417–421.
146. ↑  Feldman 2017, pp. 424–425.
147. ↑  Feldman 2017, pp. 428–430.
148. ↑  Feldman 2017, pp. 433–436.
149. ↑  Feldman 2017, pp. 438–439.
150. ↑  Wills 2002, pp. 50–51.
151. ↑  McDonald 1976, pp. 36–38.
152. ↑  Burstein & Isenberg 2010, pp. 373–374.
153. ↑  McDonald 1976, pp. 42–44.
154. ↑  Wood 2009, pp. 293–296.
155. ↑  Feldman 2017, pp. 465–466.
156. ↑  Wood 2009, pp. 357–359, 366–367.
157. ↑  Burstein & Isenberg 2010, pp. 374–376.
158. ↑  Burstein & Isenberg 2010, pp. 382–389.
159. ↑  Feldman 2017, pp. 463–465.
160. ↑  Ketcham 2003, p. 422.
161. ↑  Ketcham 1990, pp. 419–421.
162. ↑  Wills 2002, pp. 51–52.
163. ↑  Feldman 2017, pp. 462–463.
164. ↑  McDonald 1976, pp. 100–101.
165. 1 2  Wood 2009, pp. 640–642.
166. ↑  Wills 2002, pp. 81–84.
167. ↑  Wood 2009, pp. 644–649.
168. ↑  Feldman 2017, pp. 493–495.
169. ↑  Feldman 2017, pp. 494–495.
170. ↑  Wood 2009, pp. 652–657.
171. ↑  Burstein & Isenberg 2010, pp. 457–458.
172. ↑  Burstein & Isenberg 2010, pp. 438–439.
173. ↑  Burstein & Isenberg 2010, pp. 434–435.
174. ↑  Feldman 2017, pp. 496–497.
175. ↑  Burstein & Isenberg 2010, pp. 457–459.
176. ↑  Feldman 2017, p. 498.
177. ↑  Rutland 1990, p. 5.
178. ↑  Brant 1956, p. 13.
179. ↑  Rutland 1990, pp. 32–33, 51, 55.
180. 1 2  Ketcham 2002, pp. 61–62.
181. ↑  Rutland 1990, pp. 32–33.
182. ↑  Ketcham 2002, p. 62.
183. ↑  Feldman 2017, pp. 524–527.
184. ↑  Wills 2002, pp. 64–65.
185. 1 2  Rutland 1990, p. 20.
186. ↑  Rutland 1990, pp. 68–70.
187. ↑  Rutland 1990, p. 13.
188. ↑  Feldman 2017, pp. 508–512.
189. ↑  Rutland 1990, pp. 62–64.
190. ↑  Rutland 1990, pp. 64–66, 81.
191. ↑  Feldman 2017, pp. 532–537.
192. ↑  Risjord 1961, pp. 196-210.
193. 1 2 3  Wills 2002, pp. 97–98.
194. ↑  Feldman 2017, pp. 543–545.
195. ↑  Rutland 1990, p. 159.
196. ↑  Ketcham 1990, p. 509.
197. 1 2 3 4 5 6  Ketcham 2002, p. 65.
198. ↑  Feldman 2017, pp. 551–552.
199. ↑  Feldman 2017, pp. 548–550.
200. ↑  Rutland 1990, pp. 126–127.
201. ↑  Rutland 1990, pp. 92–93.
202. ↑  Wills 2002, pp. 115–116.
203. ↑  Billias 1976, p. 323.
204. ↑  1812 Presidential Election: American Presidency Project.
205. ↑  Wood 2009, pp. 682–683.
206. ↑  Feldman 2017, pp. 555–557.
207. ↑  Feldman 2017, pp. 554, 566–567.
208. ↑  Roosevelt 1999, pp. 147–152.
209. ↑  Rutland 1990, p. 133.
210. ↑  Rutland 1990, pp. 138–139, 150.
211. ↑  Feldman 2017, pp. 569–571.
212. ↑  Feldman 2017, pp. 579–585.
213. 1 2  Cost 2021, p. 346.
214. ↑  Feldman 2017, pp. 586–588.
215. ↑  Ketcham 2002, p. 67.
216. 1 2  Ketcham 2002, pp. 66–67.
217. ↑  Rutland 1990, pp. 165–167.
218. ↑  Wills 2002, pp. 130–131.
219. ↑  Rutland 1990, pp. 179–180.
220. ↑  Rutland 1990, p. 185.
221. ↑  American Heritage, December, 1960.
222. ↑  Rutland 1990, pp. 186–188.
223. ↑  Rutland 1987, p. 188.
224. ↑  Rutland 1990, pp. 192–201.
225. ↑  Burstein & Isenberg 2010, pp. 547–548.
226. ↑  Wills 2002, pp. 145–150.
227. ↑  Feldman 2017, pp. 599–600.
228. ↑  Rutland 1990, pp. 211–212.
229. ↑  Burstein & Isenberg 2010, pp. 559–560.
230. 1 2  Rutland 1990, pp. 195–198.
231. 1 2  Howe 2007, pp. 82–84.
232. ↑  Rutland 1990, pp. 198–199.
233. ↑  Rutland 1990, pp. 204–207.
234. ↑  Owens 2007, p. 200.
235. ↑  Owens 2007, pp. 201-203.
236. ↑  Kappler 1904, pp. 101–102.
237. ↑  
Owens 2007, pp. 201–203; Kappler 1904, pp. 101–102.
238. ↑  Owens 2007, p. 205.
239. 1 2  Landry, 2016, essay.
240. ↑  Langguth 2006, p. 165.
241. ↑  Rutland 1990, p. 37.
242. 1 2 3  Rutland 1990, pp. 199–200.
243. ↑  
Langguth 2006, pp. 166–169; Owens 2007, p. 214.
244. ↑  Langguth 2006, p. 166.
245. ↑  Langguth 2006, p. 167.
246. ↑  Owens 2007, p. 214.
247. ↑  
Langguth 2006, pp. 166–169; Owens 2007, p. 214.
248. ↑  Green 1982, p. 43.
249. ↑  Wilentz 2005, p. 26.
250. ↑  Burstein & Isenberg 2010, pp. 559–563.
251. ↑  Feldman 2017, p. 616.
252. 1 2  Burstein & Isenberg 2010, pp. 608–609.
253. ↑  Burstein & Isenberg 2010, pp. 578–581.
254. ↑  Burstein & Isenberg 2010, pp. 589–591.
255. ↑  Burstein & Isenberg 2010, pp. 603–604.
256. ↑  Burstein & Isenberg 2010, p. 585.
257. ↑  Thomas Jefferson Foundation, Essay.
258. ↑  Keysaar 2009, pp. 26–27.
259. ↑  Wills 2002, p. 162.
260. ↑  McCoy 1989, p. 151.
261. ↑  Thomas Jefferson Encyclopedia.
262. ↑  Ketcham 1990, pp. 669–670.
263. ↑  Magnet 2013, pp. 321-322.
264. ↑  Burstein & Isenberg 2010, pp. 609–611.
265. ↑  Jennings, 1865.
266. ↑  Burstein & Isenberg 2010, pp. 85–86.
267. ↑  Burstein & Isenberg 2010, pp. 232–234.
268. ↑  Feldman 2017, p. 7.
269. ↑  Hoffer 2006, p. 363.
270. ↑  Hutson 2003, p. 156.
271. ↑  Miroff 2011, p. 149.
272. ↑  Corbett 2013, p. 78.
273. ↑  Ketcham 1990, p. 47.
274. ↑  Burstein & Isenberg 2010, pp. 106–107.
275. ↑  Madison, Detached Memoranda, 1817.
276. ↑  Madison 1908, p. 432.
277. 1 2 3 4 5 6  Spies-Gans, 2013.
278. ↑  Burstein & Isenberg 2010, pp. 26, 200–202.
279. ↑  Cost 2021, p. 255.
280. ↑  
Watts 1990, p. 1289; Ketcham 1990, pp. 374-375; Taylor 2012, p. 27.
281. ↑  
Spies-Gans, 2013; French 2001.
282. ↑  Burstein & Isenberg 2010, pp. 4, 26.
283. ↑  Broadwater 2012, p. 188.
284. ↑  Hopkins, 2019.
285. 1 2 3  Burstein & Isenberg 2010, p. 201.
286. 1 2  Ketcham 1990, pp. 374-375.
287. ↑  
Hopkins, 2019; Jennings, 1865.
288. ↑  
Taylor 2012, p. 22; Ketcham 1990, pp. 374-375.
289. ↑  National Park Service 2022.
290. ↑  Taylor 2012, p. 22.
291. 1 2  Feldman 2017, p. 121.
292. 1 2  Ketcham 1990, p. 149.
293. ↑  Feldman 2017, p. 52: "Madison sabia que a instituição da escravatura contradizia os ideais humanitários da Revolução. O seu sustento, na altura e durante toda a sua vida, dependia da escravatura ... Ele não estava a tentar introduzir a abolição com subtilezas. Madison estava a tentar atingir o objetivo duvidoso e contraditório de ser um proprietário de escravos humano, movido por princípios revolucionários".
294. ↑  Feldman 2017, pp. 16–17.
295. ↑  McCoy 1989, p. 260.
296. ↑  Rutland 1987, p. 241.
297. ↑  Feldman 2017, p. 284.
298. ↑  Burstein & Isenberg 2010, pp. 200-201, 607–608.
299. ↑  McCoy 1989, p. 5.
300. ↑  James Madison Memorial Foundation.
301. ↑  Burstein & Isenberg 2010, pp. 156–157.
302. 1 2  New York Review of Books, June 6, 2019.
303. ↑  McCoy 1989, p. 268.
304. ↑  McCoy 1989, pp. 268–269.
305. ↑  Feldman 2017, pp. 625–626.
306. 1 2  Feldman 2017, pp. 627–628.
307. ↑  Wood 2009, pp. 697–699.
308. ↑  Skidmore 2004, pp. 45-56.
309. ↑  Smelser, 1968, introduction by Commager & Morris.
310. ↑  USA Today, February 18, 2006.
311. 1 2  Wood 2006, p. 425.
312. ↑  Burstein & Isenberg 2010, pp. 521–522.
313. ↑  Rosen 1999, pp. 2–4, 6–9, 140–175.
314. ↑  Wills 2002, p. 164.
315. ↑  The Cincinnati Post,November 28, 1946, p. 23.
316. ↑  AIM Media Midwest, July 17, 2015.
317. ↑  Hollywood Reporter, July 28, 2015.
318. ↑  BroadwayWorld, October 2, 2015.
319. ↑  CBS News, December 12, 2015.
320. ↑  National Capital Planning Commission.
321. ↑  National Capital Planning Commission2.
322. ↑  The Courier-Journal, p. b3.
323. ↑  Real Time Alabama July 17, 2020.
324. ↑  Gannett 1905, p. 196.
325. ↑  Mendelsohn 1995, pp. 711-712.
326. ↑  Wisconsin Historical Society.
327. ↑  CIA memo, 25 January 2017.
328. ↑  Journal Sentinel.